# Paddy Finucane
Vous lisez un « bon article » labellisé en 2022.
Pour les articles homonymes, voir Finucane.
Ne doit pas être confondu avec Pat Finucane.
Brendan Eamonn Fergus Finucane dit Paddy Finucane, né le 16 octobre 1920 à Rathmines et mort au combat le 15 juillet 1942 dans la Manche, est un pilote de chasse irlandais de la Royal Air Force (RAF).
Surnommé « Spitfire Paddy », il est vu à l'époque par la presse britannique comme un successeur de l'as Douglas Bader. Il fait partie des plus grands as britanniques de la Seconde Guerre mondiale avec au moins 28 victoires officielles. Plus jeune Wing commander de la Royal Air Force à l'âge de 21 ans, il s'est particulièrement illustré lors de la bataille d'Angleterre, arborant sur son Supermarine Spitfire un iconique trèfle irlandais.
Né dans une famille catholique irlandaise avec des origines anglaises, Finucane a grandi au cours du début du conflit nord-irlandais et de la guerre civile irlandaise. En 1936, la famille s'installe en Angleterre, où il développe un intérêt pour l'aviation. Désireux de voler, Finucane postule à la RAF et, en août 1938, il est accepté pour une formation de pilote. Après des débuts compliqués, en juin-juillet 1940, il commence une formation de conversion sur Supermarine Spitfire. Le 13 juillet, Finucane est affecté au No. 65 Squadron RAF de la RAF Hornchurch. La première victoire de Finucane est remportée le 12 août 1940 lors de la bataille d'Angleterre. Promu Flight lieutenant en avril 1941, il se joint au No. 452 Squadron RAAF pour effectuer des patrouilles offensives au-dessus de la France, connues sous le nom de missions Circus. Au cours de cette période, Finucane connaît la réussite, détruisant au moins vingt avions allemands. En janvier 1942, Finucane est promu au rang de Squadron leader du No. 602 Squadron RAF. En six mois, il est crédité d'au moins six autres victoires individuelles qui portent son total à 28. En juin 1942, il devient le plus jeune Wing commander de l'histoire de la RAF. Finucane est par la suite nommé pour commander l'escadrille de la RAF Hornchurch. Le 15 juillet 1942, son Spitfire est endommagé par un tir au sol et il tente de rentrer en Angleterre en survolant la Manche, mais est  contraint d'amerrir, son avion disparaissant avec lui.

## Biographie

### Enfance et famille
Brendan Finucane est né le 16 octobre 1920 à Rathmines, un faubourg de Dublin, en Irlande. Il est le premier enfant de Thomas et Florence Finucane (née Robinson). Sa mère, originaire de Leicester, est anglaise. Elle a voyagé à travers le Canada étant jeune avant de s'installer à Dublin. En 1919, elle rencontre Thomas Andrew « Andy » Finucane, qui a été impliqué dans la guerre d'indépendance irlandaise. Thomas Finucane avait étudié les mathématiques auprès d'Éamon de Valera, membre important de l'opposition irlandaise vis-à-vis du Royaume-Uni au début du XXe siècle. En tant que membre des Irish Volunteers, il servit sous le commandement de Valera lors de l'Insurrection de Pâques 1916 à Dublin. Le père de Thomas et grand-père de Brendan Finucane, Charles, est un Anglais qui avait servi dans les The King's Own Scottish Borderers dans la province de la Frontière-du-Nord-Ouest (actuelle Khyber Pakhtunkhwa au Pakistan). Thomas Finucane a cessé son activisme politique peu avant le mariage du couple en octobre 1919, et après que Florence se soit convertie au catholicisme,.

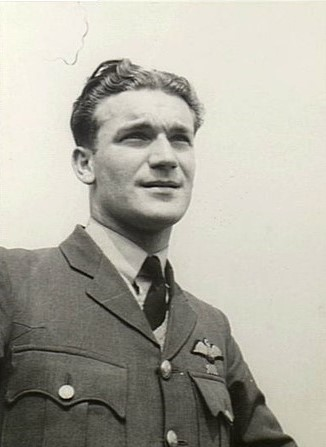
Paddy Finucane en tenue d'officier (vers 1942).

Le couple déménage à Drumcondra en octobre 1919 où Thomas trouve un emploi en tant que caissier de banque. Le travail ne paye pas bien, mais le couple réussit à vivre avec le maigre salaire. Au début de l'année 1920, ils déménagent de nouveau à Grove Road, à Rathmines, et Brendan y naît en octobre. Peu de temps après, Brendan et sa mère manquent d'être tués lorsqu'ils sont pris dans un échange de feu entre les Black and Tans, employés par la Police royale irlandaise pro-britannique, et l'Armée républicaine irlandaise (IRA). En 1921, Raymond Patrick, le frère de Brendan, naît, suivi de ses sœurs Claire et Monica et d'un autre frère, Kevin. Le ménage est un peu divisé sur les questions religieuses et politiques. Le père est un abstème et un strict catholique, tandis que la mère encourage les frères aînés à adopter un penchant plus libéral dans leur vie. Brendan est éduqué dans des écoles de Synge (en) et Marlborough Street. Il est aussi décrit comme un catholique pratiquant. À dix ans, Brendan montre un vif intérêt pour le sport, en particulier le rugby,.
À l'été 1932, les frères Finucane se rendent à un spectacle aérien à Baldonnel et profitent d'un baptême de l'air. Brendan exprime son désir de devenir pilote, une ambition qui se renforce lors des visites de spectacles aériens sur les aérodromes de Swaythling et d'Eastleigh. En août 1933, la famille déménage à New Grange Road, à Cabra, toujours en banlieue de Dublin. Brendan commence l'école à la Christian Brothers O'Connell School (en), une école catholique de North Richmond Street. Là, il devient un rugbyman, un pratiquant d'aviron et un boxeur remarqué. Parmi ses camarades de classe se trouvent les futures personnalités du football gaélique Michael O'Hehir (en) et Philip Greene (en),,.
Après avoir visité l'Angleterre en juillet 1936, Thomas Finucane, alors directeur de l'entreprise, décide de créer un bureau dans le West End de Londres, sur Regent Street. En novembre 1936, la famille s'installe définitivement en Angleterre et achète une maison au 26 Castle Gate Road, à Richmond, dans la banlieue de Londres. Brendan est envoyé à la Cardinal Vaughan Memorial School (en), où il termine sa scolarité avec de bonnes notes,. Il commence à travailler comme comptable, un emploi de bureau, ce qu'il déteste. En 1937, la Royal Air Force (RAF) commence à offrir des « commissions de court séjour » (short-service commissions, SSC) aux personnes de la classe inférieure qui répondent aux normes académiques. Cela permet un contrat de quatre ans à un grade junior, pour servir dans un escadron avec la possibilité de prendre des leçons de vol. Six autres années doivent être consacrées à être réserviste. En novembre 1937, Brendan approche son père au sujet de son souhait de rejoindre les forces armées britanniques. En dépit de son passé républicain, le père Finucane convient de la situation, estimant qu'une carrière militaire fournirait un cadre et une trajectoire qui lui avait manqué dans sa propre jeunesse. Les parents de Finucane prennent des polices d'assurance, même s'ils ont besoin d'argent et que le père tombe au chômage.

### Royal Air Force
En avril 1938, âgé de 17 ans — l'âge minimum nécessaire —, Finucane dépose sa demande auprès du ministère de l'Air à Kingsway, dans le centre de Londres, alors qu'il se rend au travail. Huit semaines plus tard, en juin 1938, il est invité à un entretien. Il montre son envie de voler, de solides qualifications de fin d'études et un bon dossier sportif. Après une attente de deux mois, en août 1938, Brendan Finucane reçoit l'ordre de se présenter à la 6 Elementary and Reserve Flying Training School (école de formation au pilotage de la réserve) à Sywell, dans le Northamptonshire. Il arrive le 28 août.
Quelques jours après, Finucane prend des leçons de vol avec son instructeur, sur un de Havilland DH.82 Tiger Moth. La maîtrise de l'avion est difficile pour Finucane et il éprouve de fortes difficultés à l'atterrissage. Au cours de sa formation, le 7 septembre, il manque par exemple de toucher une haie de séparation sur l'aérodrome et quatre jours plus tard, son pneu explose lors d'un atterrissage et le train d'atterrissage est détruit.
L'instructeur de Finucane, Roland Morris, est expérimenté avec plus de 2 000 heures de vol. Il est critique sur l'habitude de son élève à essayer de forcer l'avion à faire ce qu'il veut, au lieu de l'accompagner. Malgré une série d'erreurs, Finucane souhaite voler seul et, à cette époque, malgré plusieurs heures de temps de vol de moins que le reste de sa classe, il réussit le 21 septembre un vol de 14 h 5. Le vol n'est pas sans faute et Finucane décroche presque l'avion après son décollage.
Finucane devient l'un des 45 pilotes de sa classe à avoir accompli cent heures de pilotage sur des avions depuis son arrivée à la RAF. Après avoir suivi une formation de base en vol le 28 octobre 1938, Finucane est classé comme un pilote moyen, mais jugé suffisamment compétent pour être envoyé dans une école de pilotage avancée. À partir du jour suivant, il reçoit une commission de courte durée en tant qu'officier pilote intérimaire (acting pilot officer, APO) et est envoyé à la 8 Flying Training School située à RAF Montrose, en Écosse. Le 12 novembre, il quitte la gare de King's Cross pour se rendre à Glasgow à bord du Flying Scotsman, pour arriver à Montrose après un voyage de dix heures.
À Montrose, Finucane éprouve de nouvelles difficultés sur le Hawker Hart, un avion plus puissant utilisé pour l'entraînement avancé. Son positionnement dans l'air est médiocre et il a du mal à maintenir un bon plan d'atterrissage. Après avoir échoué à un test avec le squadron leader Dickie Legg, sa situation aurait été remise en cause sans la détermination de Finucane et l'amélioration de ses compétences.
Finucane passe à l'avion Hawker Fury le 21 mars 1939. Le 23 juin, il est de nouveau dans la moyenne de sa classe, mais avec de faibles notes : 2 010 sur 3 400, soit seulement 59 %. La capacité du pilote est évaluée à 400 sur 750 ; ses qualités d'officier 450 sur 750 ; et ses examens écrits 837 sur 1 300. Examiné en navigation, météorologie, mécanique et armement, il obtient respectivement des notes de 77 %, 54 %, 50 % et 65 %. À cette période, il pilote un aéronef radiocommandé pour le ciblage. Le 10 juillet, il écrase cet avion par mauvais temps, ce qui n'améliore pas son statut de pilote. Le 29 août, il est reclassé en tant que Pilot officer (en probation), avec le numéro de matricule no 41276.

Modèles d'avions pilotés par Finucane à ses débuts dans la Royal Air Force
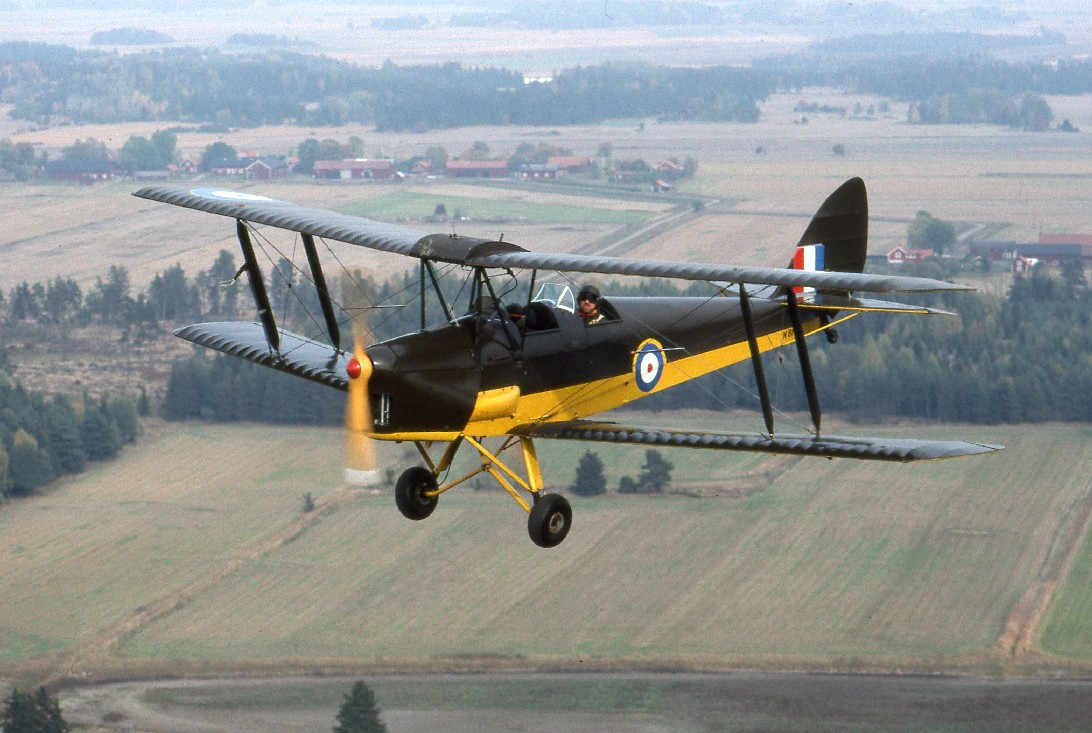
Un de Havilland DH.82 Tiger Moth.
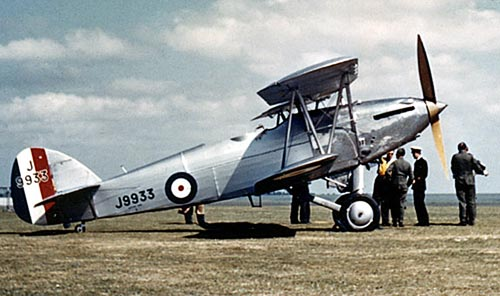
Un Hawker Hart.
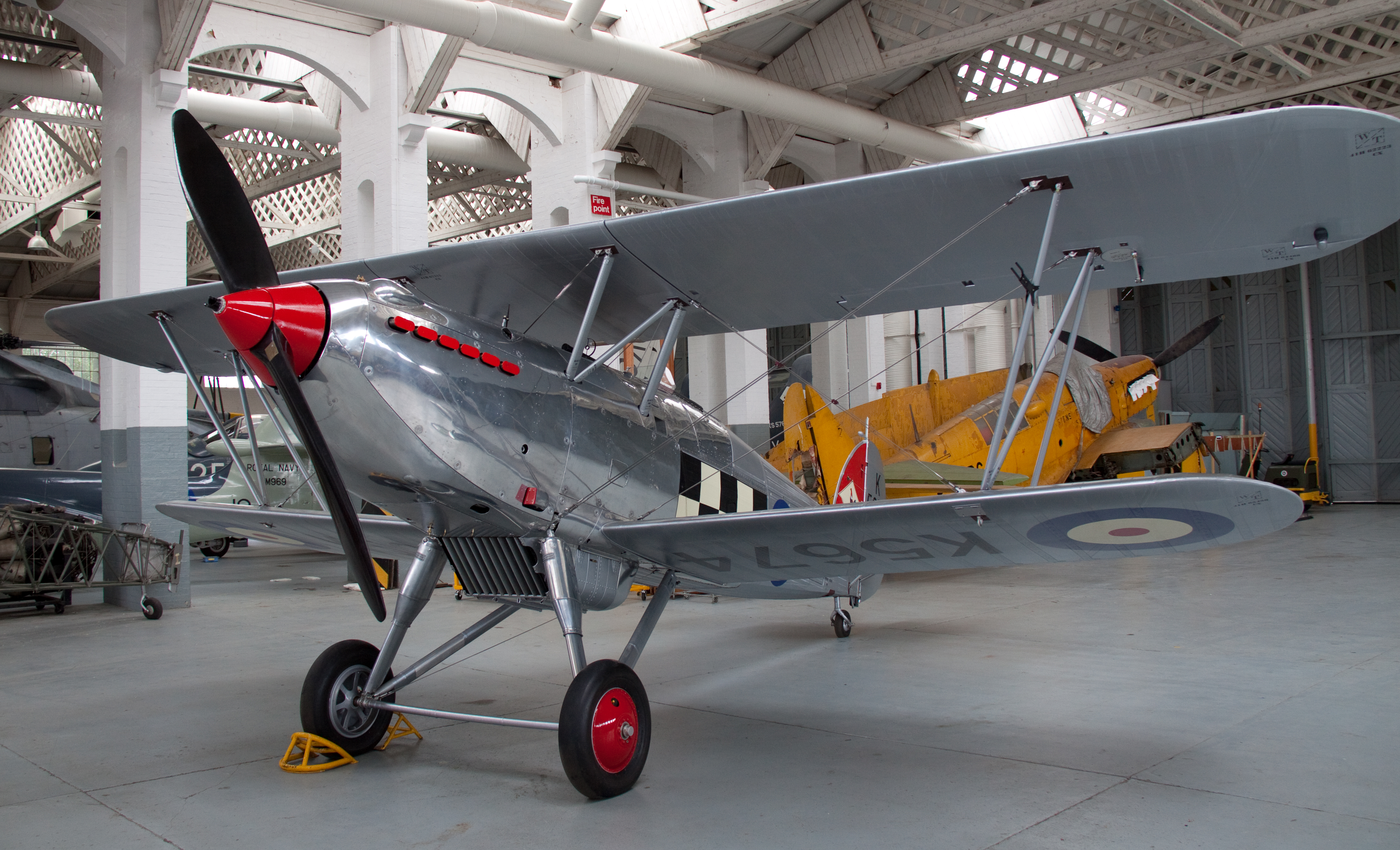
Un Hawker Fury.

### Seconde Guerre mondiale

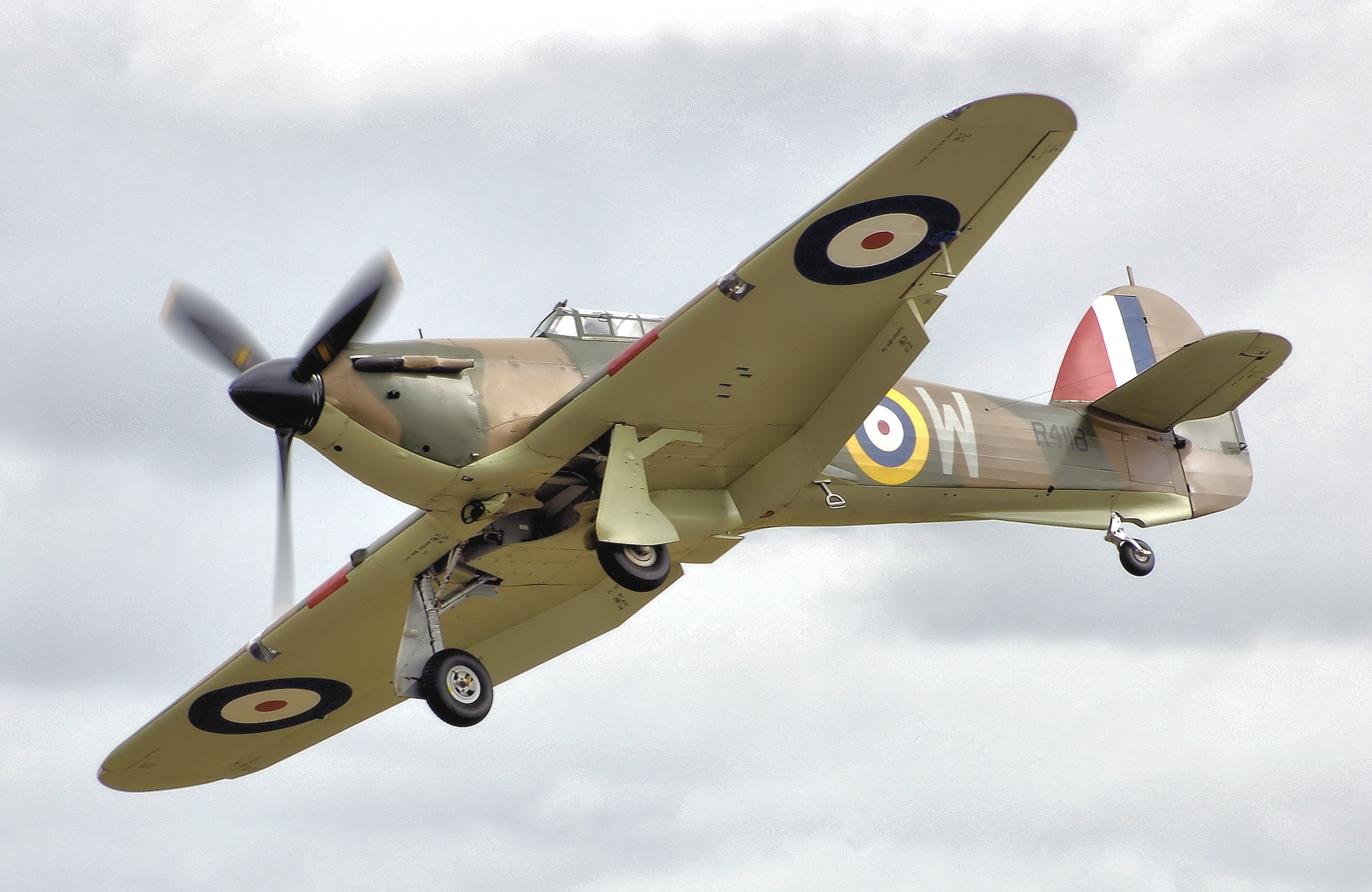
Un Hawker Hurricane.

Finucane passe l'hiver 1939-1940 à engranger autant d'heures de vols que possible, mais est incapable d'en avoir dans un chasseur. Il est brusquement transféré au centre de vol d'essais et de parachutisme de la RAF Henlow. À partir du 16 septembre 1939, il doit se contenter de faire des vols autour des aérodromes dans un Vickers Virginia désuet, en tant que copilote transportant des ingénieurs et du personnel. Ce même mois, les forces allemandes envahissent la Pologne et la guerre débute en Europe. Les compétences de pilotage de Finucane sont cependant loin d'être au niveau acceptable pour un pilote de chasse. Il continue sur cette tendance jusqu'en mai 1940, quand il est affecté au pilotage des avions d'entraînement Miles M.14 Magister.
En mai, les forces allemandes attaquent les Pays-Bas et la Belgique, qui tombent rapidement. En juin, la France s'effondre à son tour. Le Fighter Command a désormais besoin d'un afflux de pilotes, après des pertes en Europe occidentale. Finucane s'améliore dans son pilotage et le 27 juin 1940, il est affecté à la 7e unité d'entraînement opérationnel (7 Operational Training Unit) à Hawarden, près de Chester, pour suivre une formation de conversion sur Supermarine Spitfire, en attendant une affectation à un escadron de chasse. Finucane effectue son premier vol dans un Spitfire le 3 juillet 1940 et réalise 26 vols de ce type en neuf jours. Les pilotes sont testés sur la transmission radio, le pilotage, le vol en formation et les acrobaties aériennes. Le 11 juillet 1940, il n'est autorisé qu'à un seul entraînement au tir. À la fin de son séjour au 7 OTU, il enregistre un total de 2 h 40 sur le Magister, 2 h 25 sur le Fairey Battle, 15 minutes sur le Hawker Hurricane et 2 h 20 sur le Spitfire.

#### Bataille d'Angleterre
Finucane est affecté au No. 65 Squadron RAF à la RAF Hornchurch le 12 juillet 1940 et y arrive le jour suivant, lors du déclenchement de l'offensive aérienne allemande sur l'Angleterre. L'escadron no 65 compte plusieurs as de l'aviation, dont William Henry Franklin qui a détruit dix avions ennemis. Finucane le trouve brouillon, mais il est jaloux de l'habileté de Franklin et est désireux de l'imiter. Souhaitant plus d'expérience, Finucane demande plus de temps de vol sur le Spitfire à ses officiers supérieurs. Finucane reçoit ainsi quelques vols pour améliorer sa gestion du combat avant qu'il ne soit affecté au « B Flight » ou à la Green Section (« section verte »).

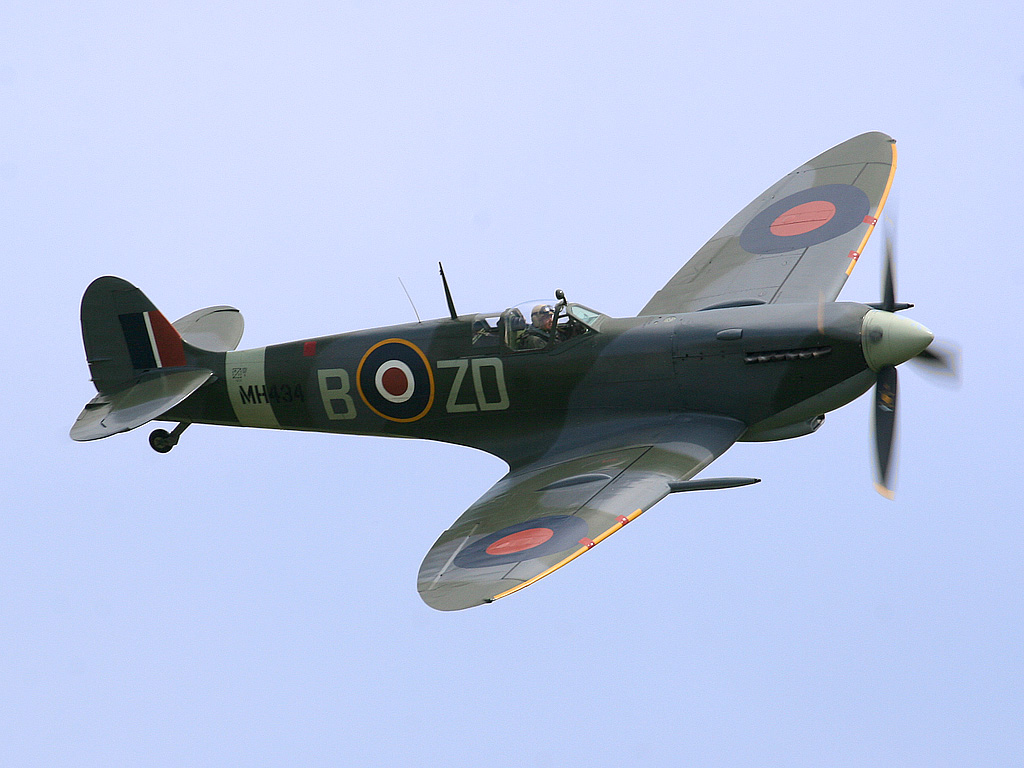
Un Supermarine Spitfire.

Le 24 juillet, l'escadron est déplacé vers un aérodrome satellite à Rochford dans le comté de l'Essex. Le jour suivant, il est opérationnel. La bataille d'Angleterre s'intensifie lentement et le combat aérien devient plus régulier avec une série d'attaques aériennes allemandes contre les navires britanniques dans la Manche, une phase de la bataille appelée Kanalkampf par la Luftwaffe. La première alerte de Finucane survient le 25 juillet 1940. Volant sur le Spitfire N3128 code YT-W, il décolle à 8 h 45. Ce Spitfire est usé, ayant été engagé depuis le mois d'avril. Il a développé une fuite de glycol lors des ascensions et le poste de pilotage se remplit de vapeur liée à la condensation de ce liquide de refroidissement sur le moteur chaud. Soudain, sa transmission radio a également des problèmes. Pourtant, il réussit un atterrissage à Rochford. L'escadron no 65 est de nouveau en action à 12 h 20 et engage des avions ennemis tout en n'ayant aucune perte.
Les jours suivants, Finucane n'est pas sollicité. Le 1er août, il est assigné au Spitfire R6818 arrivé dans l'unité le 26 juillet. Le 12 août, il décolle pour intercepter un raid à 11 h 30. Allant à une altitude de 7 925 m (26 000 ft), à 16 kilomètres au large de North Foreland, l'escadron attaque 30 Messerschmitt Bf 109 depuis une altitude plus élevée que les avions allemands. Évitant une contre-attaque, Finucane plonge sur une formation de 12 chasseurs ennemis. Il tire une salve d'environ 230 balles à 45 mètres, provoquant la destruction d'un Bf 109 qui s'écrase dans la Manche. Le sergent Orchard est témoin de la victoire de Finucane. Il atterrit à 11 h 45. Tandis que l'escadron ravitaille et se prépare pour une autre patrouille à la RAF Manston, l'aérodrome subit une attaque à basse altitude de la part de Messerschmitt Bf 110 et de Dornier Do 17 protégés par des Messerschmitt Bf 109. Les Bf 110 sont dirigés par l'Hauptmann Walter Rubensdörffer (nl), commandant l'Erprobungsgruppe 210. Dix-huit Do 17 du Kampfgeschwader 2 soutiennent l'attaque. Peu de Spitfire parviennent à décoller. Aux côtés de Jeffrey Quill, Finucane décolle alors que les premières bombes commencent à tomber. Quill et Finucane engagent des Bf 109 et Quill touche l'un d'entre eux tandis que Finucane tire sur deux autres, en endommageant un et probablement un autre. Un Spitfire est endommagé dans l'attaque. La première victoire de Finucane pourrait être l'un des deux Bf 109 du Jagdgeschwader 54 abattu au-dessus de la Manche par une unité de chasse britannique inconnue ce jour-là. Un pilote est indemne, tandis que l'autre, le Leutnant Eberle est blessé au combat. Aucune perte de Bf 109 n'est constatée lors de la seconde bataille aérienne.

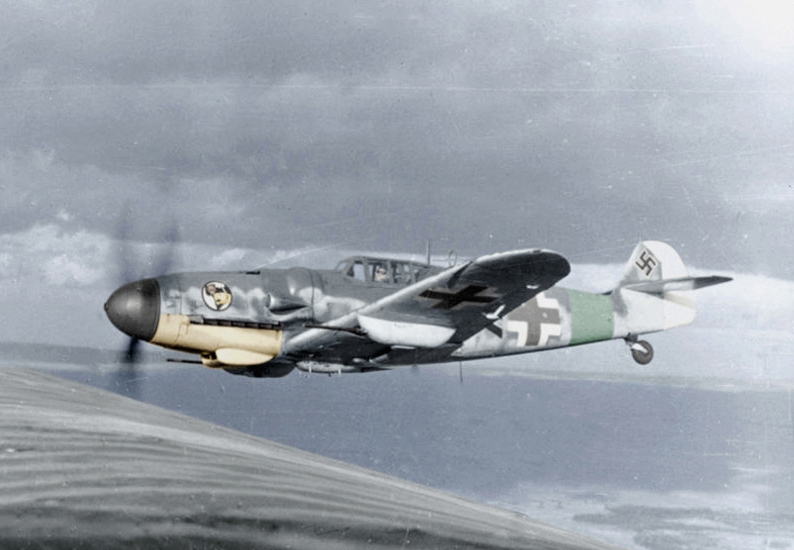
Photographie colorisée d'un Messerschmitt Bf 109 de la Jagdgeschwader 27 (JG 27), en 1943.

Le 13 août, la Luftwaffe lance un assaut généralisé, baptisé Adlertag (« Jour de l'Aigle »), contre les aérodromes de la RAF. Les raids sont les combats les plus violents depuis le début de la bataille d'Angleterre. S'envolant à 16 h pour intercepter un raid arrivant près de Douvres, l'escadron no 65 rencontre un grand nombre de Bf 109 du Jagdgeschwader 51 dirigé par Hannes Trautloft. Finucane réussit à abattre un Bf 109 et à en endommager un autre, laissant le Messerschmitt avec un panache de fumée, mais incapable de le suivre dans les nuages. Cette victoire est donc considérée comme probable. Un Bf 109 se perd et son pilote est blessé. Deux autres sont endommagés à 80 %. L'escadron no 65 ne subit aucune perte. Le 18 août, Finucane participe aux grandes batailles aériennes qui caractérisent la campagne. L'escadron no 65 engage des bombardiers Heinkel He 111 du Kampfgeschwader 1 et abat l'un d'entre eux,.
Le 28 août, l'escadron est déplacé à Turnhouse près d'Édimbourg pour se reposer, ayant perdu deux pilotes tués au combat, un disparu au combat et quatre Spitfire entre le 14 et le 27 août. Alors qu'il est à Turnhouse, le 3 septembre, Finucane est confirmé dans son grade et promu Flying officer. Un rapport de l'escadron daté du 9 septembre indique que Finucane apprend rapidement et présente des signes de commandement d'un chef de combat efficace : « j'ai de grands espoirs pour cet officier, qui est très intelligent et qui a la capacité de devenir un leader très efficace […] Il est formé en tant que leader et qui apprend vite ».
L'escadron no 65 reste dans la bataille d'Angleterre jusqu'à sa fin en octobre 1940, mais Finucane n'eut plus de succès. Le 8 novembre, l'unité est déplacée à la RAF Leuchars puis, le 29 novembre, de retour au No. 11 Group RAF à la RAF Tangmere, près de Chichester, dans le Sussex de l'Ouest. L'escadron reste inactif pendant l'hiver alors que le Blitz et les attaques nocturnes allemandes commencent et durent jusqu'au printemps suivant. Finucane est donc cantonné près d'Oving. Alors qu'il boit dans un pub voisin surplombant le port, un raid aérien frappe Southampton. Finucane entend le bourdonnement des bombardiers allemands au loin sur l'île de Wight et voit les avions éclaireurs marquer la ville. Ils[Qui ?] grimpent dans une voiture à deux places Wolseley Hornet et se dirigent vers la ville pour chercher un compagnon d'escadron. Après avoir vu la destruction dans la ville, Finucane déclare : « jusqu'à ce que cette guerre soit gagnée, nous devons [chasser] tous les [ennemis] du ciel ».

#### Manche

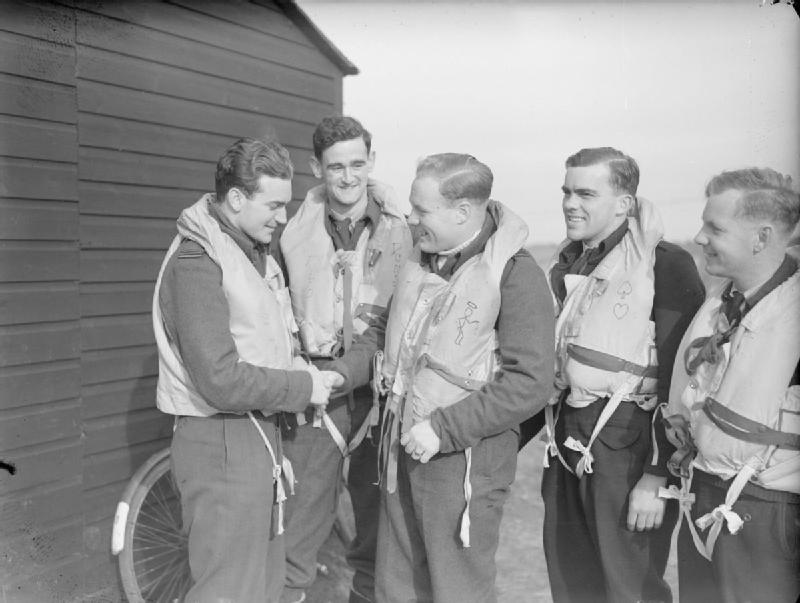
Finucane (gauche) et Keith Truscott (centre) après une sortie réussie en octobre 1941.

Au début de l'année 1941, la Luftwaffe apparait rarement à la lumière du jour et Finucane passe la plus grande partie de son temps opérationnel à patrouiller le long de la côte de la Manche. Le 4 janvier 1941 à 9 h 50 au large de Selsey Bill, il abat un Bf 110 à 2 100 mètres d'altitude après quatre attaques sur quinze minutes. Le Bf 110 s'écrase dans la Manche,. Au large de St Catherine's Point le 19 janvier, Finucane pilote l'un des deux Spitfires qui intercepte un Junkers Ju 88 à 5 182 m (17 000 ft). Ils chassent le Ju 88 à moins de 8 kilomètres de Cherbourg et se séparent par manque de carburant. Ils laissent le Ju 88 avec les deux moteurs en feu et volant près du sol. Le pilote s'avère être un adversaire habile. Le Ju 88 vire à basse altitude et se dirige vers le soleil qui éblouit les pilotes britanniques. Le mitrailleur arrière de l'avion allemand tire également avec précision, et touche le chasseur de Finucane de quelques balles bien placées. Le Ju 88 est crédité comme détruit et partagé entre Finucane et le sergent H. Orchard,.
En novembre 1940, l'Air Marshal Sholto Douglas devient Air officer commanding du Fighter Command. Le 8 décembre 1940, une directive de l'état-major appelle à des missions offensives par secteur pour harceler les défenses aériennes allemandes. Il ordonne ainsi des opérations sur la Belgique et la France qui doivent être menées par trois escadrons. Le 10 janvier 1941, des attaques dites Circus (« cirque ») sont déclenchées par l'envoi de petites formations de bombardiers protégées par un grand nombre de chasseurs. Les opérations durent tout au long de l'année 1941 et prennent une forme de plus en plus offensive.
Le 5 février, Finucane participe avec le No. 65 Squadron RAF à la troisième opération Circus appuyée par le No. 610 Squadron RAF et la No. 302 Polish Fighter Squadron (escadrille polonaise) au-dessus de Saint-Omer. En tête du peloton, Finucane est victorieux d'un autre Bf 109 au-dessus du cap d'Alprech alors que trois chasseurs allemands tentent d'attaquer les autres escadrons par derrière. Le Bf 109 tombe dans une forêt proche. Le 26 février 1941, le 65e escadron est affecté à la RAF Kirton in Lindsey. L'aérodrome est situé dans le Lincolnshire dans le secteur du No. 12 Group RAF où les combats aériens sont très rares en plein jour. Le séjour à Lindsey est court et le 14 avril 1941, Finucane est affecté en tant que commandant d'escadrille au No. 452 Squadron RAAF, un escadron australien nouvellement formé et le premier escadron de la Force aérienne royale australienne pour servir dans le Fighter Command. Il est promu Flight lieutenant intérimaire le même jour.

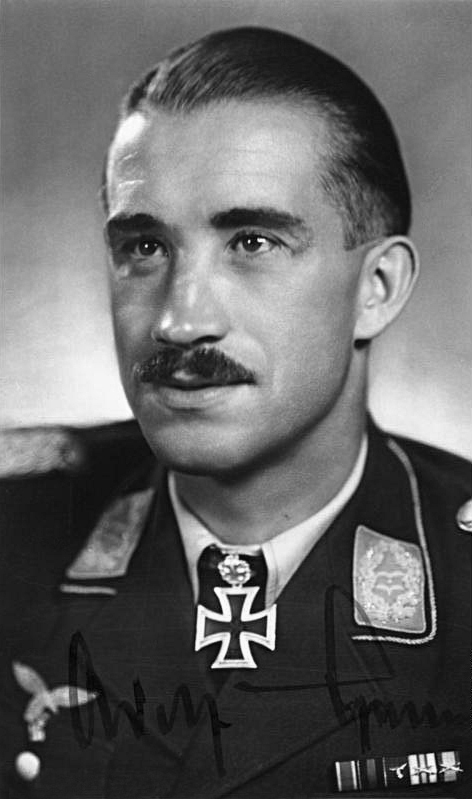
Adolf Galland, futur, croise la route de Finucane en avril 1941.

Le lendemain, le 15 avril, il effectue sa dernière sortie avec le 65e escadron pour appuyer le No. 266 Squadron RAF (en) britannique et le 402 Squadron (en) canadien. En revenant dans l'après-midi, il revendique un Bf 109 détruit et comme celui-ci est sa cinquième victoire, il devient officiellement un as. Cependant, selon d'autres récits, seuls deux Bf 109 sont impliqués dans la brève bataille aérienne. Les adversaires probables de Finucane et du 65e dans la bataille sont Adolf Galland, Geschwaderkommodore de la Jagdgeschwader 26 et futur General der Jagdflieger, et son ailier. Galland vole avec une caisse contenant du homard destinée au siège de la Luftflotte 2 pour l'anniversaire de Theo Osterkamp. En route, Galland fait un détour sur la côte anglaise et attaque plusieurs Spitfires, abattant les deux avions du 266e escadron. Le train d'atterrissage de Galland tombe pendant la bataille, ce qui a peut-être amené Finucane à le déclarer comme détruit. Les deux pilotes allemands rentrent cependant en France avec leurs avions en état de marche,. L'importance de sa victoire sur un adversaire réputé — il est à l'époque le pilote allemand le plus connu — donnera à celui que l'on surnomme « Spitfire Paddy » une attention médiatique plus grande. Finucane se voit décerner la Distinguished Flying Cross le 25 avril.
Les débuts de Finucane au 452e sont peu impressionnants. Le 3 mai 1941, alors qu'il effectue un vol de reconnaissance avec son nouveau Squadron leader Roy Dutton, Finucane s'approche trop et son hélice traverse l'empennage de Dutton. Finucane prévient Dutton par radio immédiatement et Dutton tente d'abandonner l'avion, mais il était trop bas et s'écrase, se brisant plusieurs côtes mais survivant à l'accident. Finucane s'excuse de l'erreur en affirmant que son Spitfire est le seul avec une hélice en métal — les autres étant plus anciens (Mark I) avec des hélices en bois — ce qui lui donnait plus de vitesse. En formation serrée, cela avait provoqué la collision. Malgré l'incident, il est déclaré officiellement as dans The London Gazette le 13 mai et reçoit le commandement temporaire de l'escadron pendant que Dutton est convalescent. Alors qu'il est au 452e, Finucane devient un commandant populaire et encourage une atmosphère plus détendue, ce qui, selon lui, l'aide à tirer le meilleur parti des pilotes australiens. Il commande alors 23 pilotes, 16 avions et 130 personnes au sol.
L'escadron est rééquipé avec des Spitfires Mark II récents en mai 1941 et reçoit le 21 mai l'identifiant « P8038 », anciennement accordé au No. 303 Squadron RAF, une escadrille polonaise. C'est le premier des quatre Spitfire à arborer l'emblème du trèfle irlandais qui constitue l'insigne personnel de Finucane en rappel de ses origines.

Le trèfle irlandais de Finucane, avec ses initiales.

Le 11 juillet 1941, le Fighter Command conduit la mission Circus no 44. Le No. 12 Group RAF vole avec les escadrons de Spitfire 452, 65 et 266. Deux escadres du No. 11 Group RAF basée à la RAF Biggin Hill volent avec les escadrons 72 (en), 92 (en) et 609 (en) et l'escadrille incomplète de la RAF Kenley avec les 485 (en) et 602. Il y a tellement de compétition au sein de l'escadron que lors de sa première opération de ce type, Finucane doit tirer au sort. L'escadron se ravitaille à West Malling après avoir parcouru la côte à travers l'Angleterre. Volant comme l'escadron de moyenne altitude à 5 486 m (18 000 ft), Finucane atteint la côte à l'est de Dunkerque à 14 h 45 GMT. Au-dessus de Poperinge, l'escadron se divise en quatre groupes et se dirige vers Cassel. Un Bristol Blenheim du No. 60 Group RAF (en) agit comme un leurre. À l'ouest de Lille à 15 h GMT, ils sont engagés par des éléments des Jagdgeschwader 2 et Jagdgeschwader 26. Finucane attaque huit Bf 109 et d'autres unités engagent trois groupes de dix Bf 109 au total. Finucane réussit à se positionner derrière l'un d'eux après avoir tiré 90 coups, le Bf 109 est touché et le pilote saute en parachute. Le Fighter Command revendique sept destructions, deux probablement détruites et sept endommagées pour trois Spitfire perdus. Le succès de Finucane est la première victoire de l'escadron.

#### Escadrille Kenley
Le 21 juillet, le No. 452 Squadron RAAF est transféré à Kenley, juste au sud de Londres, dans l'East Surrey. Il y rejoint les escadrons No. 602 Squadron RAF (surnommé « City of Glasgow ») et le No. 485 Squadron RNZAF néo-zélandais. Ces unités de combat doivent former le noyau de la nouvelle escadrille Kenley. De là, ils doivent effectuer de nombreuses opérations pendant la période estivale. Les escadrons sont renforcés par des sous-officiers vétérans mais restent des unités relativement inexpérimentées. L'un d'eux, le 602e, est commandé par le squadron leader chevronné Alan Christopher Deere. Pendant ce temps, Finucane se lie d'amitié avec le pilote australien Keith Truscott, qui a rejoint le 452e en mai 1941. Les deux pilotes fréquentent le restaurant Oddenino's sur Regent Street, un lieu apprécié parmi les pilotes d'un Londres subissant le black-out. L'artiste Lew Stone s'y produit notamment. Un soir, il rencontre Jean Woolford qui allait devenir sa fiancée et dorénavant, il passera tous ses temps de repos avec elle aux jardins botaniques royaux de Kew ou au Richmond Park. Jean est une de ses voisines à Richmond.

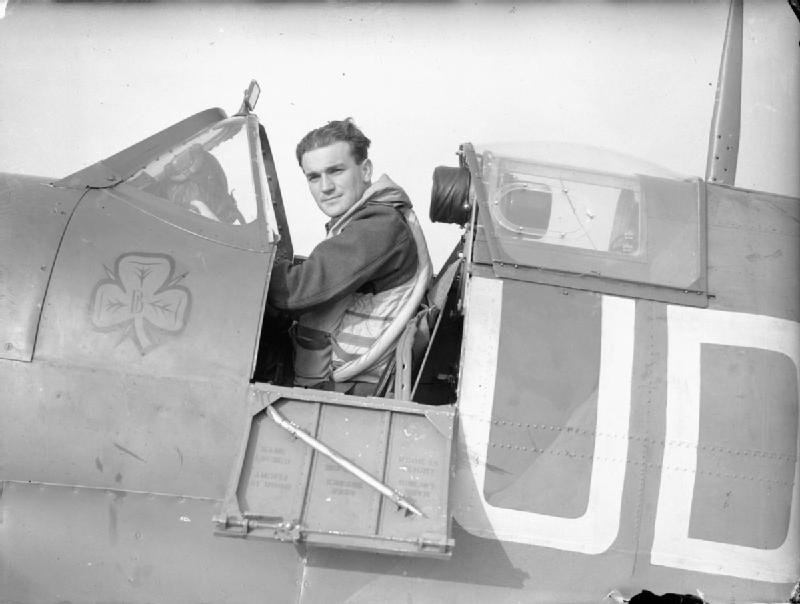
Photographie de propagande de Finucane dans son avion marqué du trèfle irlandais en 1941 lorsqu'il est au No. 452 Squadron RAAF.

Après une période d'exercices aériens et d'entraînement, l'escadron entreprend une nouvelle mission Circus le 3 août 1941. Dans la soirée, le groupe dépasse RAF Manston à 5 486 m (18 000 ft), puis descend à 3 962 m (13 000 ft) au-dessus de la côte à Gravelines en direction de Saint-Omer. Près d'Ambleteuse, cinq Bf 109F sont aperçus à 305 m (1 000 ft) au-dessus des Spitfires. Trois des chasseurs allemands se détachent et plongent pour attaquer avec une manœuvre pour se mettre derrière les avions britanniques. Les Spitfires changent de cap pour les affronter. Finucane rate sa première rafale et poursuit le premier Bf 109 dans les nuages tout en suivant la traînée de condensation de son ennemi. Touchant l'ennemi avec une autre rafale à 200 mètres, le Bf 109 prend feu. Il aperçoit une autre formation de 18 Bf 109 au-dessus et fait grimper son avion pour attaquer avec six autres Spitfires. Finucane touche l'appareil de queue et celui-ci descend verticalement dans une couche nuageuse à 610 m (2 000 ft) à laquelle le contact visuel est perdu. Finucane revendique donc un détruit et un probablement détruit. L'opération porte son décompte à sept appareils détruits. Néanmoins, cette prolifique journée est marquée par la mort du pilote Eric Lock qui est abattu par un tir provenant du sol dans la patrouille du matin.
Le 9 août, Finucane est impliqué dans Circus 68 où cinq escadrilles escortent cinq Blenheim du No. 2 Group RAF jusqu'à une centrale de Gosnay, au sud-ouest de Béthune. Les trois escadrons de Kenley partagent le rôle de soutien avec les escadrons 610, 616 et 41 de la RAF Tangmere commandés par le Wing commander Douglas Bader. L'escorte est composée des escadrons No. 71 Squadron RAF (en), No. 222 Squadron RAF (en) et No. 111 Squadron RAF (en) de la RAF North Weald et des escadrons No. 403 Squadron RAF (en), 603 (en) et 611 de la RAF Hornchurch, tandis que la RAF Northolt engage les escadrons No. 306 Squadron RAF, No. 308 Squadron RAF et No. 315 Squadron RAF. À cause d'une épaisse couverture nuageuse, la cible secondaire de Gravelines est désignée. La Luftwaffe offre une résistance importante et d'importantes batailles aériennes se développent sur la côte. Finucane et le 452e occupent le poste d'escadron inférieur dans l'escadrille Kenley à 6 096 m (20 000 ft), Finucane menant A Flight, une section de quatre Spitfires. Au-dessus de Saint-Omer, à 11 h 32, Finucane engage huit Bf 109 et avec une longue rafale de mitrailleuses et de canons de quatre secondes à environ quatre-vingt-dix mètres de distance, l'un des Messerschmitt prend feu et part en vrille. Finucane partage ensuite deux autres victoires avec Keith Chisholm. L'escadron perd trois pilotes : Jay O'Bryne devient prisonnier de guerre tandis que Barry Haydon et Geoff Chapman sont abattus. Bader est également capturé après avoir été abattu par un tir ami.

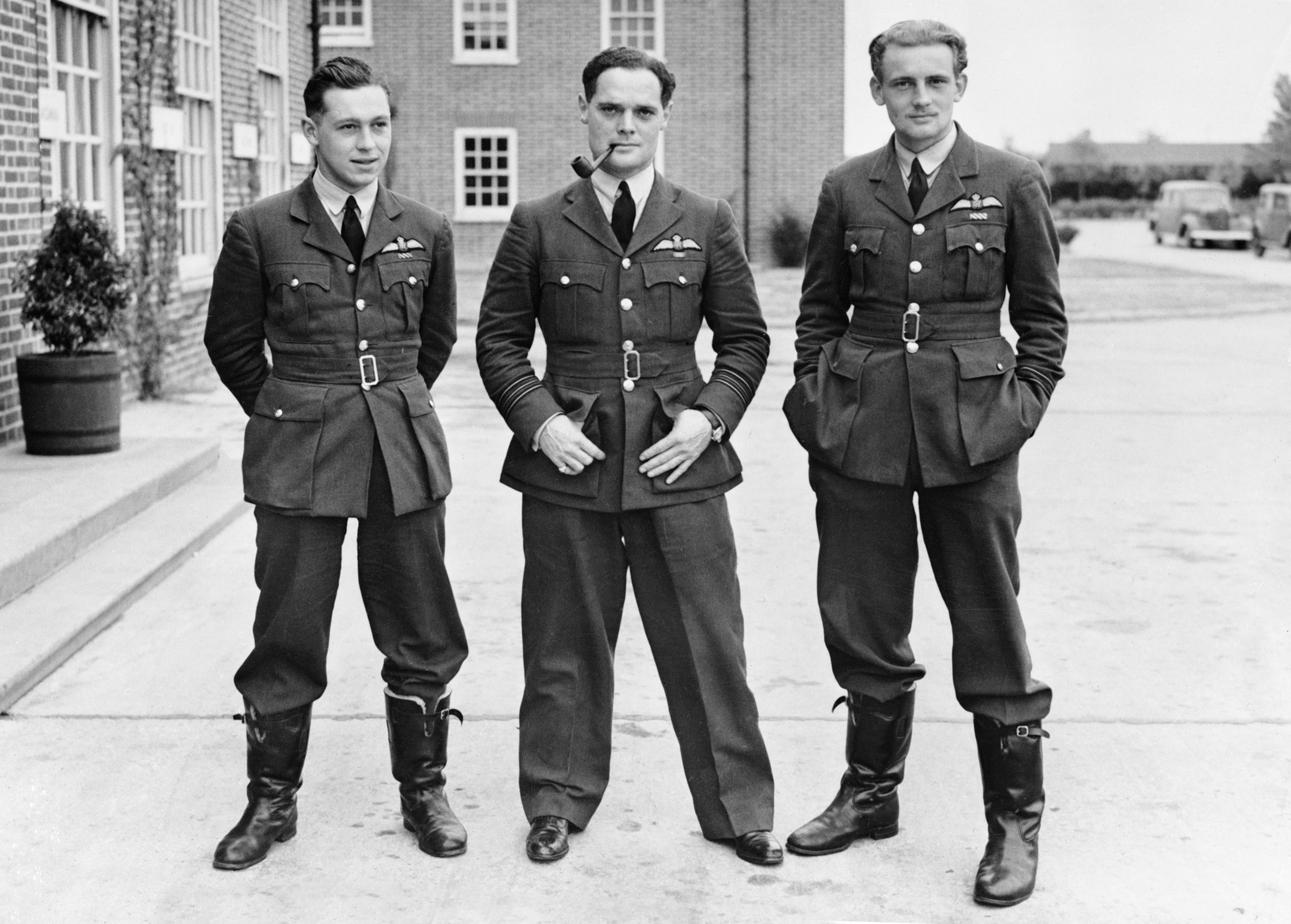
Douglas Bader (centre), entouré par deux autres pilotes. Finucane est vu par la presse comme un successeur à Bader.

Au cours des jours suivants, le 452e reçoit des Spitfire Mark VB équipés de deux canons Hispano-Suiza HS-404 dans chaque aile, associés avec quatre mitrailleuses Browning. Finucane sélectionne l'appareil AB852 car une lettre W est inscrite sur le fuselage et que le Spitfire que Finucane avait endommagé lors de la collision avec Dutton avait également reçu cette lettre. La superstition l'oblige à voler avec un chasseur décoré avec un W pour avoir de la chance. Le 16 août 1941, Finucane célèbre son plus grand succès sur cette machine. La mission Circus 73 commence à 7 h 25 et une fois de plus, l'escadrille de Kenley est envoyée à Saint-Omer. Près de Gravelines, huit à dix Bf 109 engagent son escadron. À la vitesse habituelle d'une quatre-vingt-dizaine de mètres par seconde, sa seconde salve touche un premier avion. Le Pilot Officer Truscott voit ce dernier plonger en tournant. À la mi-journée, le 452e, 602e et 485e participent à la mission suivante Circus 74 sans nouvelle victoire. À 17 h 45, le Circus 75 provoque une autre réponse de la Luftwaffe. L'escadrille Kenley joue alors le rôle d'escorte. Huit Bf 109 sont engagés à 2 743 m (9 000 ft) et le 452e en abattent sept. Finucane ayant touché notamment un avion qui prend feu et rejette un panache de fumée blanche. Il ouvre ensuite le feu sur un autre de près et ce Bf 109 perd sa queue. Les succès de la journée sont les victoires 9, 10 et 11 de Finucane.
Le 19 août, la mission Circus 81 cible de nouveau la centrale de Gosnay, escortant six Blenheims du groupe 2. La Jagdgeschwader 2 et Jagdgeschwader 26 — les seules escadrilles de la Luftwaffe à l'ouest — réagissent. Une série de combats aériens commence à 5 486 m (18 000 ft) et se termine près des 1 219 m (4 000 ft). Finucane en détruit un et un autre probablement. L'un d'entre eux tombe près de Gosnay et l'autre dégage une fumée noire à seulement 152 m (500 ft) dans la région de Calais. Truscott décroche lui une troisième victoire, mais le 452e perd deux pilotes : Bill Eccleton et Dick Gazzard. L'escadron attire l'attention grâce à ses succès et Sholto Douglas leur rend visite le 21 août. Le lendemain, Finucane se voit attribuer une barrette à sa Distinguished Flying Cross. La citation mentionne que « le Flight lieutenant Finucane a été en grande partie responsable de l'esprit de combat de l'unité ». Le 27 août 1941, la mission Circus 85 est censée être une mission d'escorte, mais les Blenheim du No. 139 Squadron RAF (en) arrivent au point de rendez-vous trente minutes plus tôt et virent vers l'Angleterre. Quatre escadrilles traversent donc la côte à 7 h 12 à 5 486 m (18 000 ft) pour de nouveau provoquer les Allemands. Ces derniers réagissent et, dans cette grande bataille aérienne, l'escadron abat quatre Bf 109, dont deux par Finucane. Le 452e devient ainsi l'escadron de chasse le plus efficace du Fighter Command en août.
Finucane prend congé au début du mois de septembre et sa deuxième barrette à sa médaille est publié le 9 septembre. La mission Circus 100B a lieu le 20 septembre 1941. Une attaque en trois volets est prévue impliquant 23 escadrons et 270 Spitfire avec des unités de bombardiers agissant comme leurres. L'escadrille Kenley doit fournir une escorte aux bombardiers frappant la gare de triage d'Abbeville. Le 452e est l'un des trois escadrons volant à haute altitude. Immédiatement après avoir traversé la côte à Saint-Valery-sur-Somme, ils sont engagés par des avions ennemis. Finucane heurte un Bf 109 qui explose, le forçant à voler à travers les débris. En quelques minutes, le 452e perd trois Spitfire. Se retrouvant seul avec son ailier, le sergent Chisholm, il abat un Bf 109 qui tente d'attaquer ce dernier. Il le suit brièvement et l'avion prend feu en émettant de la fumée blanche. Un autre Bf 109 attaque Finucane mais est abattu par Chisholm. En revenant vers la Manche, Finucane plonge et abat un Bf 109 qui part en vrille avant de disparaître à environ 152 m (500 ft). Ces trois succès gonflent le compte de Finucane à 17 victoires.

« Je dois beaucoup à Paddy Finucane. Il m'a entraîné dans le combat aérien et m'a appris tout ce que j'avais besoin de savoir avant et après le début des opérations, »

— Keith Truscott se remémorant sa période avec le 452e escadron.

#### Au commandement

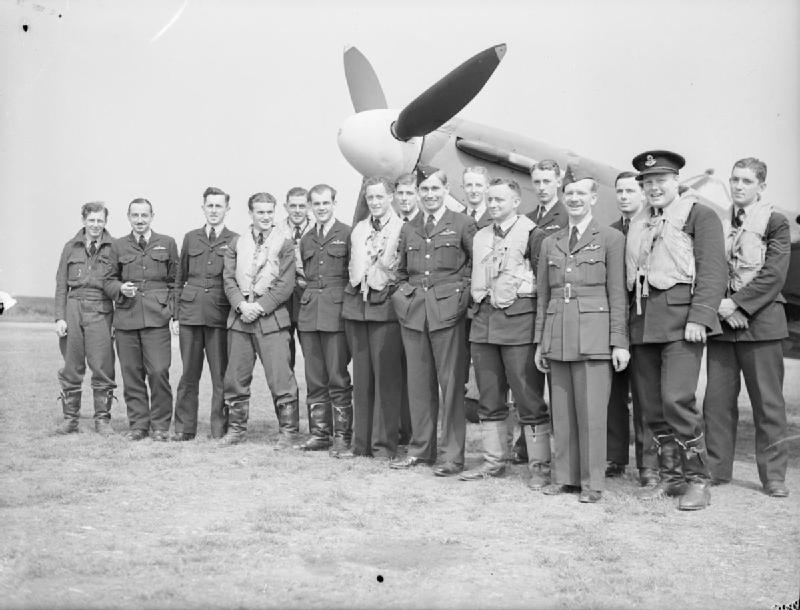
Le No. 452 Squadron RAAF en 1941. Finucane est le quatrième depuis la gauche.

Le succès du 452e escadron et de son meilleur pilote, Brendan Finucane, lui apporte la célébrité et le ministère de l'Air publie les exploits de l'escadron dans la presse. Le 21 septembre 1941, le 452e escorte des bombardiers Blenheim à Gosnay pour la mission Circus 101. L'escadron rencontre une résistance de plusieurs Bf 109 qui l'engagent. Finucane abat deux avions vers 15 h 25 GMT. Chisholm est témoin du premier via son explosion et le second avion prend feu et plonge sans contrôle. Le ministère de l'Air communique les détails de l'opération à la presse ce soir-là. Le Daily Herald prévoit d'utiliser le gros titre « Finucane wants 3 for his 21st – 21 for his 21st birthday » (« Finucane en veut 3 pour ses 21 ans – 21 pour son 21e anniversaire ») mais la version définitive est « Finucane wants one more » (« Finucane en veut une de plus »). Le Daily Mail, qui publie des exploits de pilotes de chasse depuis la Première Guerre mondiale, titre « Spitfire Finucane shoots down 20 Nazis » [sic] (« Spitfire Finucane a abattu 20 nazis »). La plupart des gros titres sont accompagnés d'images de l'escadron à la suite de la mission Circus 100B et ces histoires élèvent Finucane au statut de héros national.
Le 2 octobre 1941, le 452e est rejoint par le 485e de Kenley. Les 41e, 616e et 129e escadrons de l'escadrille de Tangmere suivent pour participer à une autre opération Circus. Cette formation vole de Mardyck à Boulogne-sur-Mer à 6 706 m (22 000 ft) pour inciter la Luftwaffe à envoyer des unités dans la bataille. Un escadron de Bf 109 du III./JG 26 s'empresse d'intercepter les chasseurs britanniques. S'engageant dans la bataille, Finucane détruit l'aile d'un Messerschmitt et en endommage un autre tandis qu'un troisième l'attaque et est rapidement envoyé dans la Manche. Finucane le suit jusqu'à 1 829 m (6 000 ft) mais ne peut déterminer le résultat parce qu'il est de nouveau attaqué par cinq Bf 109. Une série de tonneaux et de virages serrés lui permet de s'en échapper. L'engagement a lieu à environ trois miles des côtes françaises. À son retour, ses initiales sont peintes sur le trèfle irlandais de son avion dans un cercle de 21 croix gammées nazies. Finucane n'est pas satisfait de la décoration et demande son retrait. Le 4 octobre, il reçoit le commandement temporaire de l'escadron lorsque son commandant est en permission. Le 11 octobre, il reçoit l'Ordre du Service distingué — publié le 21 octobre — pour ses 21 avions ennemis abattus.

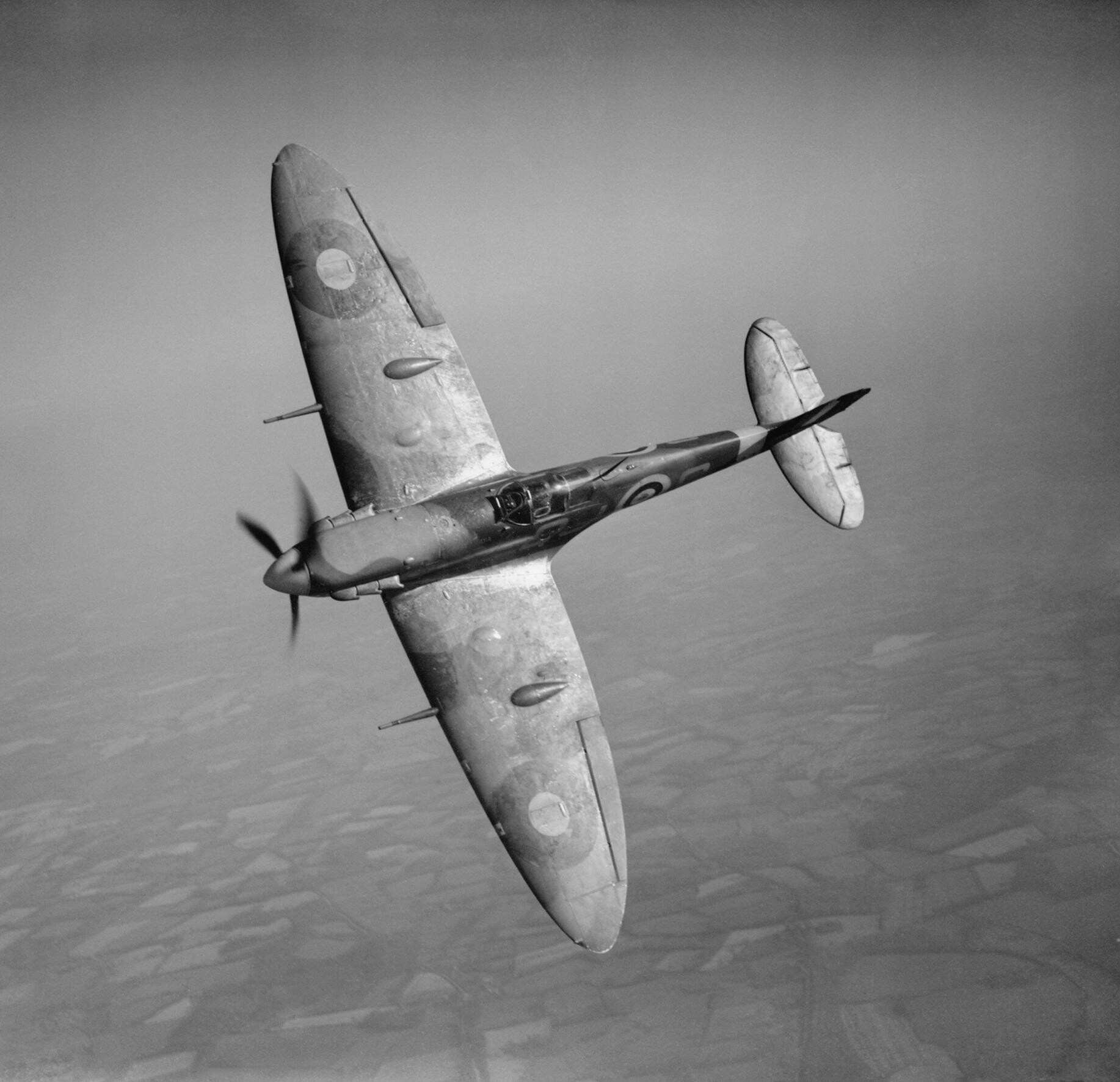
Un Spitfire Mark VB du même type que celui sur lequel Finucane vole à la mi-année 1941.

Le lendemain, la mission Circus 107 a lieu et le 452e y participe également. Des bombardiers Blenheim attaquent le port de Boulogne-sur-Mer protégé par 19 escadrons provenant de six escadrilles. Entre Le Touquet et le milieu de la Manche à 12 h 20, les formations de la Royal Air Force sont engagées par environ 50 Bf 109. Finucane abat un avion mais perd Chisholm qui doit sauter en parachute et est capturé. Chisholm s'échappera de son camp de prisonnier en 1942 et passera les trois années suivantes dans la résistance à travers la Pologne, l'Allemagne et la France jusqu'à la libération de Paris en 1944. Le 12 octobre 1941, la mission Circus 108A permet à Finucane deux victoires au-dessus de Boulogne. Tentant une troisième attaque, il touche un Bf 109 lors d'une attaque en montée, mais décroche et doit sortir du combat. Truscott, selon son propre journal de bord, tire sur un pilote allemand en parachute. L'attaque est mal vue mais l'Australien fait valoir que laisser un ennemi vivre pour qu'il revienne se battre est imprudent.
La mission Circus 108A coûte huit chasseurs au Fighter Command pour quinze ennemis. L'escadron célèbre leur réussite avec une nuit de beuverie. En revenant à ses quartiers, Finucane saute du parapet en pierre de la mairie de Croydon, lequel cache une chute de plus de cinq mètres de l'autre côté. Il se brise le calcanéus (os du talon) et doit rester placé à l'hôpital plusieurs semaines. Finucane est soigné à l'hôpital Horton (en) spécialisé dans les blessures de guerre. En récupérant, Finucane reçoit des messages de félicitations envoyés par le Air officer commanding (AOC) du No. 11 Group RAF Trafford Leigh-Mallory. Le ministère de l'Air cherche à tirer parti de la réputation de Finucane en lui demandant de participer aux activités de propagande et de soutien au moral des troupes. Le 22 octobre, il lit depuis son lit d'hôpital une description approuvée par le ministère de l'Air de son service pour l'émission de radio de la BBC intitulée The World Goes By. Finucane est transféré à la RAF Halton à Wendover, dans le Buckinghamshire, le 14 novembre 1941. Le 22 novembre, il emménage dans un ancien hôtel de luxe Palace à Torquay. À son arrivée, Finucane est prié de partir pour Londres afin de recevoir l'Ordre du Service distingué et une seconde barrette à sa Distinguished Flying Cross. Le 25 novembre, le roi George VI décore personnellement Finucane au palais de Buckingham devant le frère et les parents du pilote,.

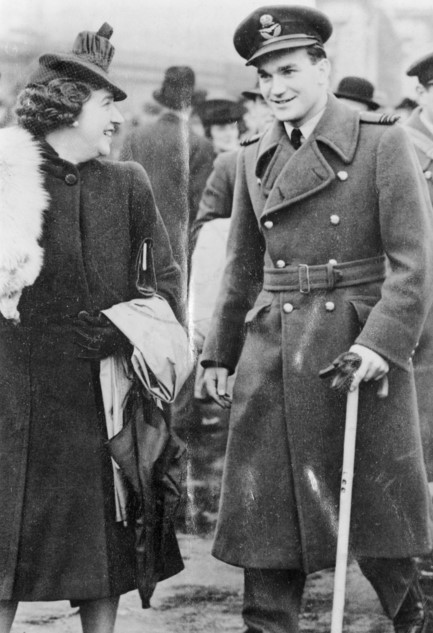
Paddy Finucane, blessé au talon après son accident, marche avec une canne au côté de sa mère pour la remise de son Ordre du Service distingué.

Le 20 janvier 1942, Finucane reçoit le commandement du No. 602 Squadron RAF basé à la RAF Redhill (en). Cinq jours plus tard, le Group captain Victor Beamish arrive comme nouveau commandant de la base. Il donne instantanément à Finucane une promotion au rang de Squadron leader. Beamish, officier vétéran de la bataille d'Angleterre, demandait fréquemment un commandement opérationnel et Leigh-Mallory céda finalement et lui donnant la responsabilité de Redhill, avec l'ordre de ne pas voler lors d'opérations mais de voler librement quand il le souhaite. Finucane observe les traditions du 602e — « City of Glasgow » — en faisant revivre l'insigne de l'escadron qui représente le lion écossais en rouge.
Le 12 février 1942, le commandant de la base Beamish décolle et traverse la Manche avec un ailier pour une patrouille matinale. En atteignant le milieu de la mer, ils aperçoivent de nombreux navires et réalisent qu'ils survolent un regroupement de puissantes forces navales allemandes. La marine allemande est en effet en pleine opération Cerberus. L'escadre navale est composée à la fois des croiseurs de bataille Scharnhorst et Gneisenau et du croiseur lourd Prinz Eugen ainsi que leurs escortes. L'opération mène un blocus britannique pour le rapatriement des navires de Brest à leurs bases en Allemagne via la Manche. La Luftwaffe protège les navires avec l'opération Donnerkeil, un plan de supériorité aérienne. Le contre-plan britannique, l'opération Fuller, est mis en action à 11 h 30 après le signal de Beamish sur la position de l'ennemi. Dans les cinq minutes qui suivent, Finucane reçoit l'ordre de décoller pour l'opération Roadstead. Sept membres de son escadron tirent sur des navires de guerre et sont filmés dans leur attaque par les images d'une cinémitrailleuse. L'opération allemande est un succès et, le 19 février 1942, Finucane est demandé à Londres avec son ancien coéquipier Keith Truscott pour témoigner devant la commission d'enquête Fuller. Cette dernière détermine que l'Air chief marshal Edgar Ludlow-Hewitt et le Vice admiral Hugh Binney ont échoué à empêcher le repli allemand.
Le 20 février 1942, Finucane effectue une sortie à deux avions vers Dunkerque en France. Les derniers jours avaient été monotones et Finucane avait hâte de reprendre l'air. Il demande à Dick Lewis — un Australien de 29 ans qui a menti sur son âge pour être accepté comme pilote — de voler comme son ailier. À 10 h 55 GMT, Finucane décolle et se dirige vers Manston puis vers la France. Au large des côtes, ils mitraillent un petit navire et se mettent le cap vers le nord pour rentrer à la base. Finucane repère deux avions qui décollent de Mardyck mais les perd de vue. Les deux Spitfire volent alors au niveau de la mer. Quelques minutes plus tard, deux chasseurs ennemis se dirigent vers eux. Ils sont identifiés comme des Focke-Wulf Fw 190, un type d'appareil globalement plus lourdement armé et plus performant que le Supermarine Spitfire V sauf en vrille. Finucane touche l'aile du premier Fw 190, mais l'ennemi prend rapidement l'avantage et le Spitfire de Finucane est touché par six coups de mitrailleuses qui projettent un éclat de fuselage dans sa jambe. La perte de sang qui s'ensuit provoque des vertiges et Lewis doit protéger son commandant de six autres attaques postérieures. Lors de la dernière attaque, Lewis est en mesure d'en abattre un et l'autre abandonne au milieu de la Manche. Les Britanniques atteignent la base tant bien que mal et Finucane s'évanouit juste après avoir pu atterrir et couper le moteur de son avion. Le 2 mars, Finucane part en permission après avoir passé plus d'une semaine à l'hôpital,. Malgré cela, aucune perte ou victoire n'est enregistrée par la Jagdgeschwader 26, l'unité de chasse allemande affectée à la zone.

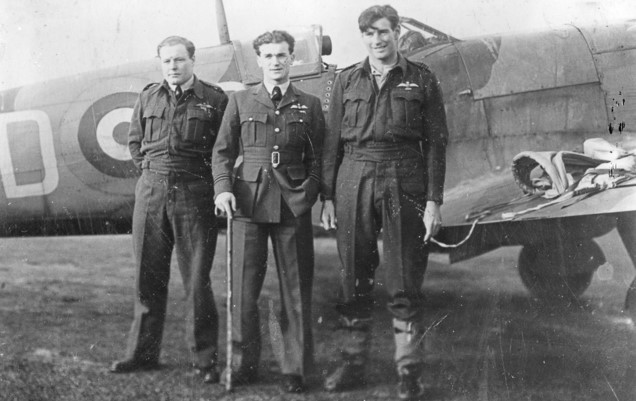
Keith Truscott, Paddy Finucane et Ray Thorold-Smith trois pilotes décorés de la Distinguished Flying Cross posant devant un Spitfire.

« Le cockpit était inondé de sang. Ce n'est que lorsque je me suis senti […] étourdi que je me suis rendu compte que c'était mon sang. Ça m'a rendu fou. Le Bon Sang de Dublin ne devrait pas être gaspillé. Juste à ce moment-là, les choses ont commencé à devenir noires — on ne saura jamais comment j'ai réussi à revenir […] sans craquer, »

— Déclaration de Finucane après avoir été blessé au combat avec le Fw 190 le 20 février 1942.

### Promotion et mort
Finucane reprend ses opérations le 13 mars. Le 602e est renforcé au cours de cette période par l'arrivée du Flight lieutenant James Harry Lacey, un pilote de chasse déjà établi avec une importante expérience du combat. Lacey commande plusieurs vols pour le 602e au printemps et en été 1942. Il vole avec Finucane et l'escadron sur la mission Circus 114, qui vise les gares de Hazebrouck. Finucane combat un Fw 190 de 23 000 à 2 438 m (8 000 ft). Il affirme que le coup fatal est constaté par un témoin, le sergent Paul Green. Le Fighter Command revendique huit victoires pour six pertes. La Jagdgeschwader 26 n'enregistre elle aucune perte dans la bataille. L'Air Chief Marshal Charles Portal demande à Sholto Douglas de prouver que les affirmations du Fighter Command sont exactes. Douglas lui remet donc des rapports de combat de l'escadrille Kenley, qui indiquent que deux avions allemands sont vus toucher le sol après avoir été touchés et qu'un pilote avait sauté en parachute. Ces allégations ne peuvent être étayées par des pertes allemandes. Une source enregistre néanmoins une perte d'un Bf 109 du I./ JG 26.

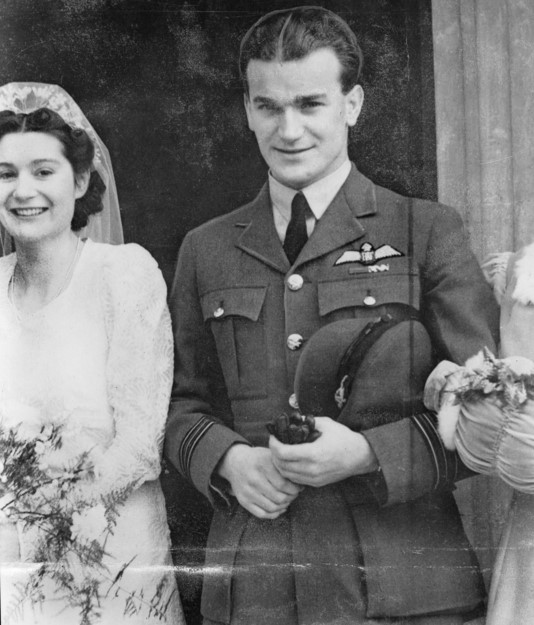
Paddy Finucane à un mariage.

Finucane remporte trois nouveaux succès au printemps, un Fw 190 le 26 mars lors d'une escorte de 24 Douglas A-20 Havoc des escadrons 88 et 107 pour attaquer les quais du Havre, un Bf 109 le 28 mars et un autre Fw 190 le 17 mai 1942. Quatre avions sont revendiqués comme partagés, deux probablement détruits et quatre endommagés. Le magazine Life filme la sortie de l'escadron le 26 mars alors que les combattants décollent et atterrissent. Cette opération est importante, car l'unité de Finucane utilise également des images de cinémitrailleuses pour vérifier les allégations de combat et s'assurer que les revendications de l'escadron ne sont pas excessives. Finucane utilise ces images pour vérifier deux revendications le 2 avril. Malgré deux images claires de deux Fw 190 touchés, il n'est crédité que d'un seul avion endommagé. Dans le même temps, le ministère de l'Air accélère un plan visant à introduire la version IX du Spitfire afin de rétablir l'équilibre qualitatif avec le Fw 190, qui infligent alors de lourdes pertes aux formations de chasse britanniques, principalement par des pilotes allemands tirant pleinement parti de ses performances supérieures à celles du Spitfire V. Finucane effectue au moins un vol dans le Spitfire IX lorsqu'il pilote l'avion de W. G. G. Duncan Smith, commandant du No. 64 Squadron RAF le 26 juin 1942.
Finucane a effectué 108 opérations de chasse en France au cours de la quatrième semaine de juin 1942. Le 27 juin, avec l'approbation de Sholto Douglas, Trafford Leigh-Mallory promeut Finucane au poste de Wing commander. Finucane devient alors, à seulement 21 ans, le plus jeune Wing commander de la Royal Air Force et se voit proposer de diriger l'escadrille de la RAF Hornchurch. Duncan Smith déclare plus tard que, bien qu'il admire Finucane, il est mécontent de la nomination du jeune pilote de chasse et se sent, en tant que commandant plus âgé et expérimenté, en mesure de diriger lui-même l'escadre. Duncan Smith estime également que la presse accorde trop d'attention au jeune pilote. Néanmoins, les deux maintiennent une relation cordiale. En peu de temps comme Wing commander de Hornchurch, Finucane apporte quelques modifications à la formation. Les plus remarquables sont celles de renforcer la discipline de vol, de diminuer le vol en formation et d'augmenter les compétences de navigation de base. Alors à son apogée, Finucane est décrit outre-Atlantique comme le « Gaélique combattant » (« fighting Gael ») par le New York Journal ou encore le « trèfle irlandais volant terreur des Nazis » (« Flying Shamrock terror of the Nazis ») par le Chicago Herald.
Ne laisse pas [l'avion] plonger, Truscott. Si tu es sur l'eau et en difficulté, évacue. Sors vite de [l'appareil]. Il ne [flotte] pas sur l'eau comme un canard [mais] comme un poisson et descend [à pic].
Le 15 juillet, Finucane âgé de 21 ans alors qu'il dirige l'escadrille Hornchurch dans le cadre d'une opération d'attaque terrestre (« Ramrod ») visant un camp de l'armée allemande à Étaples, en France. Finucane décolle avec ses hommes à 11 h 50. L'attaque est programmée pour frapper les Allemands à l'heure du déjeuner. En traversant la plage du Touquet, ils visent des positions occupées par des mitrailleuses. L'avion de Finucane est touché au radiateur à 12 h 22, par un tir provenant du sol. Son ailier, Alan Aikman, l'informe du panache de fumée blanc et Finucane confirme l'information en levant un pouce. Les règlements standard exigent que l'escadrille poursuive la mission même si le leader est en difficulté. Un silence radio est maintenu afin que les services d'interception radio de l'ennemi ne découvrent pas qu'une personne importante est touchée,.
Finucane met le cap vers la mer en planant, probablement pour ne pas être capturé par l'ennemi, parlant calmement à Aikman qui le suit. Au-dessus de la Manche, à 13 kilomètres du Touquet, il rompt le silence radio et envoie son dernier message. Aikman le voit retirer la canopée de son cockpit et, avant d'enlever son casque, dire « Et voilà, les mecs ». L'amerrissage est bien exécuté, mais les vagues sont difficiles à prévoir et le nez du Spitfire heurte l'eau violemment, disparaissant dans un mur d'écume. Avant de toucher l'eau, les témoins Aikman et Chisholm du 452e le voient se libérer de son harnais, ou peut-être le resserrer. Si Finucane l'avait relâché, il aurait pu être projeté en avant dans son cockpit et être tué sur le coup ou assommé puis noyé. Les circonstances exactes restent donc inconnues,,. Les débris de son appareil et son corps n'ont pas été retrouvés.

## Postérité

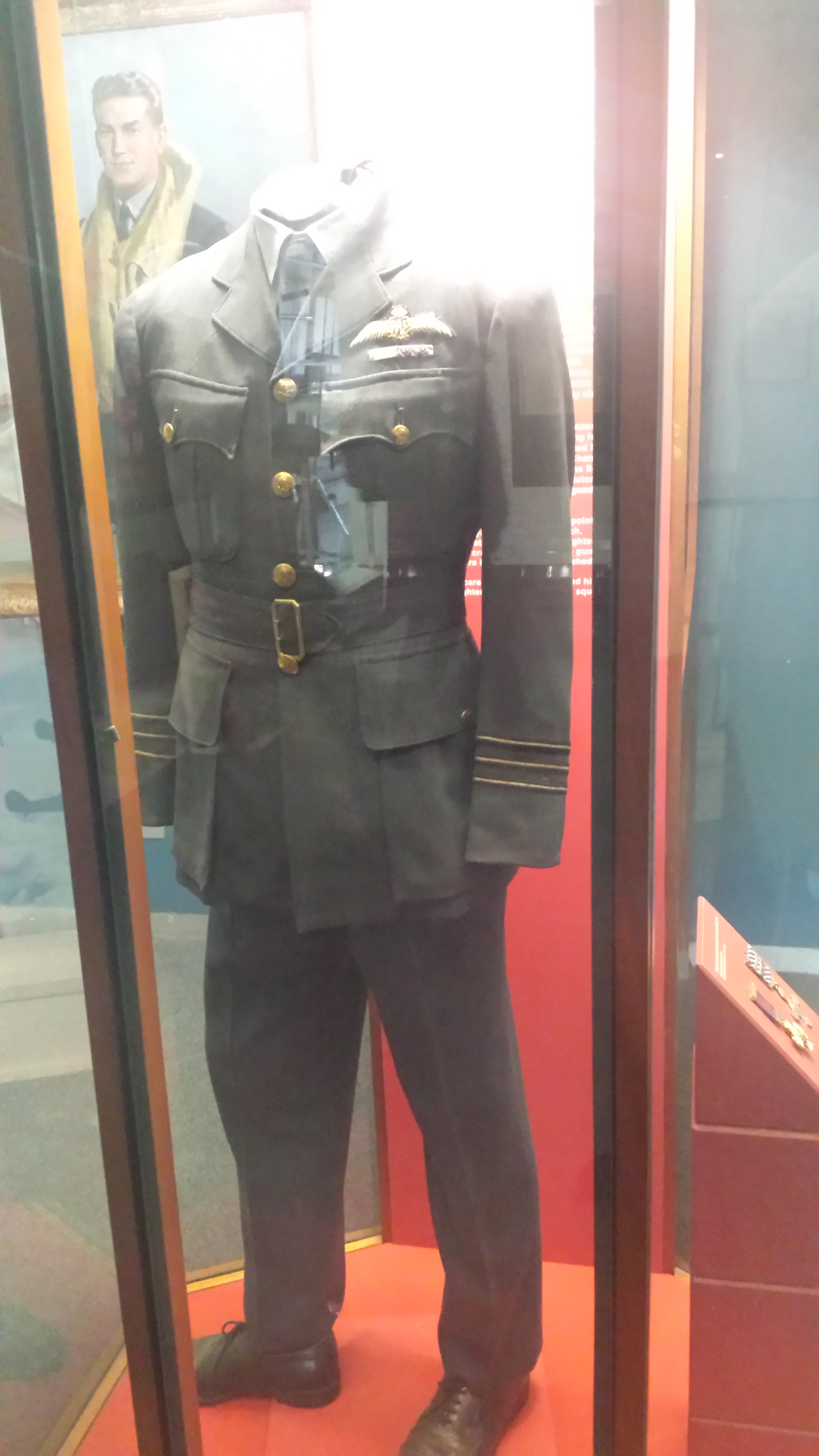
Uniforme de Finucane exposé au Royal Air Force Museum London.

Si l'écho de la mort de Finucane reste faible dans la presse irlandaise, plus de 2 500 personnes assistent à sa commémoration à la cathédrale de Westminster de Londres. Une rose est créée en son nom puis plantée dans le jardin commémoratif de l'aérodrome Casement — siège du Corps aérien irlandais à Dublin — où Brendan et son frère Ray ont fait leurs premiers vols. Un fonds est créé en son nom et atteint 8 000 livres sterling dans l'année, une somme très importante pour l'époque puisqu'en prenant en compte l'inflation, c'est l'équivalent de nos jours de £375 598,69. La moitié de la somme est utilisée pour une aile du Richmond Royal Hospital et en 1964, une extension de cet hôpital prend le nom de Finucane. L'autre moitié est utilisée pour alimenter un fonds d'aide de la Royal Air Force. Raymond, son frère, sert dans la RAF au No. 101 Squadron RAF et survit à la guerre.
Après guerre en 1948, le premier ministre du Royaume-Uni Winston Churchill mentionne Finucane dans un discours à la Chambre des Communes dans lequel il dénonçait la neutralité de l'Irlande — le pays n'ayant pas pris part à la Seconde Guerre mondiale — : « Si jamais je ressens un sentiment d'amertume envers les Irlandais, la main des héros comme Finucane semble s'étendre [m'apaiser] »,. L'image est importante au regard de l'engagement du père de Finucane avec Éamon de Valera dans l'Insurrection de Pâques 1916 car Valera, futur président de l'Irlande de 1959 à 1973, est aussi connu comme un partisan de cette neutralité irlandaise,.
Le nom de Finucane est inscrit sur l'Air Forces Memorial, à Runnymede, qui commémore les aviateurs morts pendant la Seconde Guerre mondiale et qui n'ont pas de sépulture connue. Le Mémorial de la bataille d'Angleterre situé sur le Victoria Embankment comprend également son nom en tant que membre de The Few. L'O'Connell School (en) a inauguré en 2012 un mémorial pour son ancien élève en présence de son neveu. Un certain nombre de rues à Bushey sont nommées d'après des pilotes de la bataille d'Angleterre. Finucane y a ainsi une rue à son nom et son nom a été donné à d'autres infrastructures en Angleterre. Néanmoins, en Irlande, les exploits de Finucane sont souvent oubliés parce qu'il a combattu pour le Royaume-Uni et à cause de la censure en Irlande pendant cette période. Ainsi, certains Irlandais tentent de le réhabiliter,. Un documentaire sur Finucane, Spitfire Paddy: The Ace with the Shamrock (2017), a par exemple été réalisé par Gerry Johnston,.
Son carnet de vol peut être vu aux Collins Barracks de Dublin, dans le Musée national d'Irlande. La famille Finucane a également fait don de l'uniforme de Brendan Finucane au Royal Air Force Museum London,, ainsi que de ses médailles. Sa fiancée Jean Woolford se remarie en juin 1944 avec un aviateur néo-zélandais, loin de l'attention médiatique que des commentateurs récents comparent à une version en leur époque du couple Beckham. Le fuselage de l'avion de Finucane est, en 2015, toujours recherché.

## Victoires

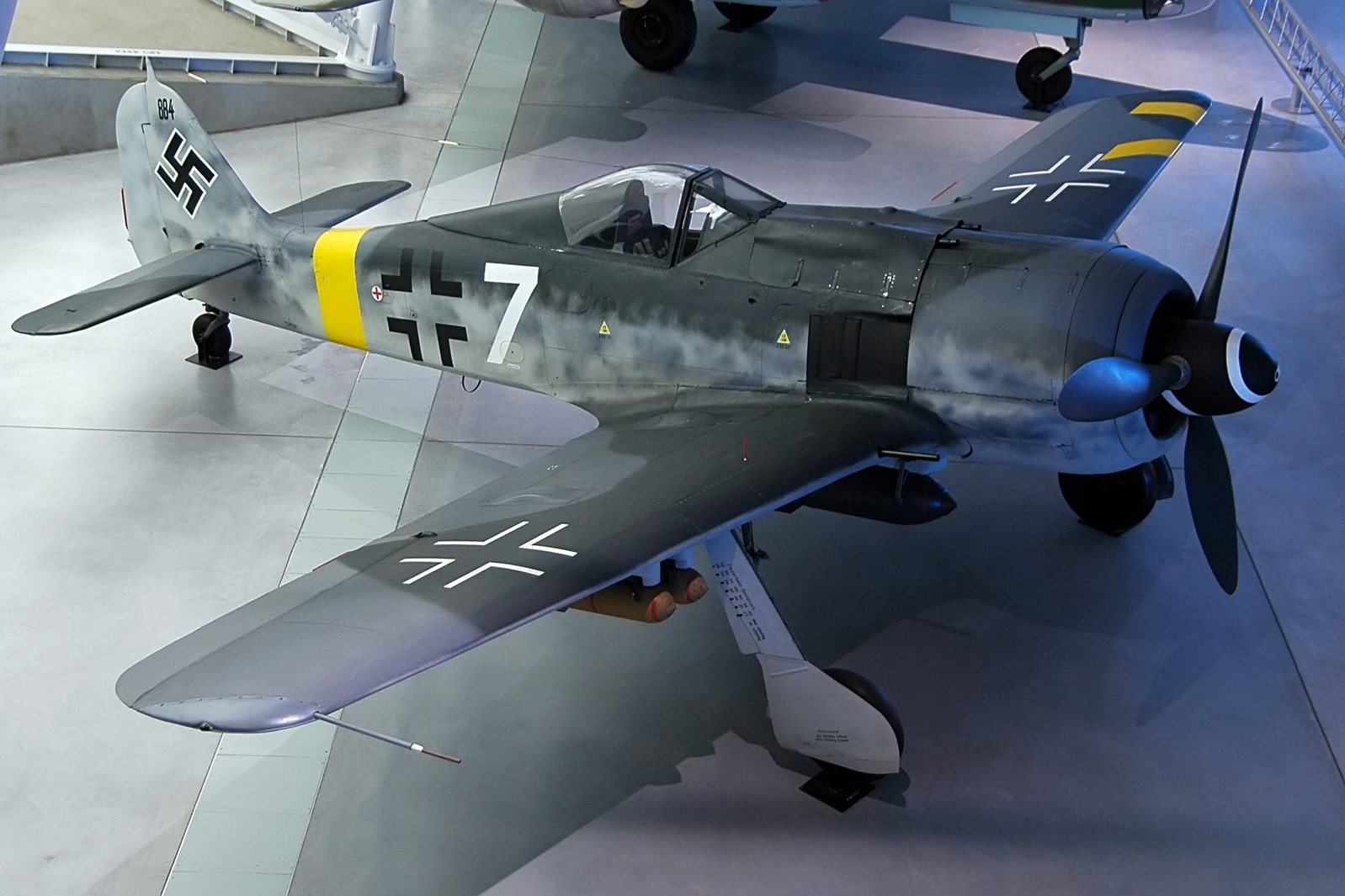
Un Focke-Wulf Fw 190 F-8 conservé au National Air and Space Museum.

Les revendications du Fighter Command de la Royal Air Force contre les principaux adversaires des Britanniques en 1941 et 1942 — la Jagdgeschwader 26 (JG 26) et Jagdgeschwader 2 (JG 2) — sont très difficiles à vérifier. Seuls deux des trente volumes de journaux de guerre produits par la JG 26 ont survécu à la guerre. L'historien Donald Caldwell a tenté d'utiliser ce matériel allemand limité pour comparer les pertes et les revendications de victoire aérienne, mais reconnaît que le manque de sources laisse une possibilité d'erreur. De juin 1941 au printemps 1942, le Fighter Command revendique 711 avions ennemis tout en en perdant 411. Selon les archives allemandes disponibles, les pertes subies par les JG 2 et 26 seraient de 103.
| Victoire | Date              | Lieu et heure                                                    | Type d'avion                                                         | Commentaires |
| -------- | ----------------- | ---------------------------------------------------------------- | -------------------------------------------------------------------- | --- |
| 1        | 12 août 1940      | 12:45 au large de Margate                                        | Un Bf 109 détruit Un Bf 109 probablement détruit Un Bf 109 endommagé | Deux Bf 109 du III./Jagdgeschwader 54 (JG 54) sont abattus et rapportés perdus au combat lors du premier raid sur la Manche. Il est possible qu'ils aient rencontré aussi le No. 615 Squadron RAF (en). Le Leutnant Eberle est blessé. L'identité de l'autre pilote est inconnue. Finucane revendique sa victoire au-dessus de la Manche. |
| 2        | 13 août 1940      | 16:00 au large de Douvres                                        | Un Bf 109 détruit Un Bf 109 probablement détruit                     | Le 65e engage le III./Jagdgeschwader 51 (JG 51). Quatre avions sont revendiqués comme détruits. Deux Bf 109 sont abattus au-dessus de la RAF Manston et un s'écrase à l'atterrissage en France, étant détruit à 80 %. Deux pilotes sont capturés et le troisième est blessé. Les identités des pilotes sont inconnues. |
| 3        | 4 janvier 1941    | 09.50 au large de Selsey Bill                                    | Un Bf 110 détruit                                                    | Cette victoire apparaît avoir été mal identifiée. L'avion est probablement un Dornier Do 17 de code U5+JK appartenant au I./Kampfgeschwader 2 et piloté par l'Oberleutnant Joachim Rücker. Il s'écrase à l'atterrissage à Épinoy. |
| —        | 19 janvier 1941   | 14:10 au large de Cherbourg                                      | Un Junkers Ju 88 détruit (partagé)                                   | Il s'agit d'un Ju 88 du II./Kampfgeschwader 76 (KG 76). Il s'écrase à Ansbach. Le Feldwebel L. Koch et un autre homme y trouvent la mort. L'avion est détruit. |
| 4        | 5 février 1941    | 10 miles à l'est du cap D'Alprech                                | Un Bf 109 détruit                                                    | Le III./Jagdgeschwader 3 engage l'opération à l'attaque de l'aérodrome de Saint-Omer-Wizernes où il est basé. Le JG 3 revendique trois Hawker Hurricane et trois Spitfire sans perte. Le III./JG 26 revendique lui un Spitfire sans perte,. Deux Hurricane sont confirmés abattu avec un autre manquant. Deux autres entrent en collision. Quatre Spitfire sont perdus dans la journée, tous en combat contre des Bf 109. |
| 5        | 15 avril 1941     | 17:00 au milieu de la Manche,                                    | Un Bf 109 détruit                                                    | Revendication d'un Bf 109 détruit à 17:30. Il semble que Finucane ait revendiqué le pilote Adolf Galland. Galland et son ailier, Hans-Jürgen Westphal, retourne cependant à la base sans incident. Les archives du JG 26 indiquent que Galland volait sur un Bf 109F (Werknummer 6714) pour la première fois. Le livre de bord de Galland indique qu'il s'agit d'un F-2, mais des photographies suggèrent qu'il s'agit plutôt d'une variante F-0 de préproduction. Les sources indiquent qu'un pilote de la RAF l'a revendiqué comme une victoire. Les deux revendications de Galland sont faites à 17:50–18:00 CET. |
| 6        | 11 juillet 1941   | 5 miles à l'ouest de Lille                                       | Un Bf 109 détruit                                                    | La JG 2 perd deux pilotes au-dessus de Cherbourg et de Boulogne. Le III./JG 26 a un Bf 109 endommagé. Il n'y a pas de mention dans les archives du JG 26 de pertes supplémentaires en hommes et en avions. |
| 7        | 3 août 1941       | 7:25–30 à l'ouest de Saint-Omer                                  | Un Bf 109 détruit Un Bf 109 probablement détruit                     | Les archives du JG 26 précisent un atterrissage forcé d'un Bf 109E. Pas d'autres pertes ne sont mentionnées par la JG 2 ou la JG 26. |
| 8        | 9 août 1941       | 11:25 à Gosnay—Bethune                                           | Un Bf 109 détruit Deux Bf 109 détruit (partagés)                     | Selon les archives allemandes, les adversaires du 452e ce jour-là sont de la JG 26. Les Allemands indiquent deux pertes. L'Unteroffizier Albert Schlager est tué. Un autre pilote parvient à sauter en parachute. Selon les archives de la JG 26, seuls deux Bf 109 sont perdus et un certain nombre des revendications de la RAF ne peuvent être vérifiées par ce moyen. |
| 9–11     | 16 août 1941      | 08:40 près de Gravelines 18:30 15 miles au nord-est de Boulogne  | Trois Bf 109 détruits                                                | Les adversaires sont de nouveau de la JG 26. La victoire le matin ne peut être identifiée. Dans l'après-midi, les I. et II. JG 26 décollent pour s'opposer à la deuxième opération du jour de la RAF mais la manque. La JG 2 intercepte cependant les avions britanniques et perd trois Bf 109 et leurs pilotes. La JG 2 et la JG 26 interceptent la troisième opération. La G 2 perd deux Bf 109 abattus, dont l'un détruit. Finucane revendique sa victoire à 18:30 GMT. À 19:30 CET, au même moment, le Leutnant Josef Heyarts engage un Spitfire dans un combat et y trouve la mort,.                            |
| 12       | 19 août 1941      | 11:10 à Gravelines—Gosnay                                        | Un Bf 109 détruit Un Bf 109 probablement détruit                     | L'escadrille Hornchurch abat deux Bf 109 du 5 Staffel du II./JG 26. Le Gefreiter Reinhardt Braun et le Feldwebel Franz Schwaiger sont tués. |
| 13–14    | 27 août 1941      | 07:20 3 miles au nord-ouest de Gravelines 07:20 Calais—Gris Nez, | Deux Bf 109 détruits                                                 | Les trois Gruppen de la JG 26 engagent l'opération du matin. Les pertes ne sont pas indiquées dans les archives de l'unité |

Le Spitfire de Finucane avec le reconnaissable trèfle irlandais. L'avion est donc surnommé « The Flying Shamrock ».

| 15–17    | 20 septembre 1941 | 15:35 5 miles au nord-ouest d'Abbeville                          | Trois Bf 109 détruits                                                | Selon les archives de la JG 26, il n'y a pas de perte. La JG 2 perd deux pilotes mais aucun chiffre n'est donné pour le nombre d'avions endommagés ou détruits. |
| 18–19    | 21 septembre 1941 | 15:25 20 miles à l'est d'Hardelot                                | Deux Bf 109 détruits                                                 | La JG 26 perd le Leutnant Ulrich Dzialas mais aucun chiffre n'est donné sur le nombre de chasseurs perdus. Un Bf 109 du II./JG 2 atterrit sur le ventre (train d'atterrissage abîmé) et est endommagé. |
| 20       | 2 octobre 1941    | 17:40 15–20 miles à l'est de Boulogne                            | Un Bf 109 détruit Un Bf 109 endommagé                                | L'unité s'opposant à l'escadron de Finucane est le III./JG 2. Trois Bf 109F-2 s'écrasent à l'atterrissage après le combat. |
| 21       | 12 octobre 1941   | 12:00 au sud-ouest du Touquet                                    | Un Bf 109 détruit                                                    | La JG 2 est impliquée dans des combats aériens à cette date. Le I./JG 2 perd un pilote tué (Leutnant Rolf Beyer). |
| 22–23    | 13 octobre 1941   | 13:18 Saint-Omer—Boulogne 13:20 Saint-Omer—Boulogne              | Deux Bf 109 détruits Un Bf 109 endommagé                             | La JG 2 ne revendique aucune perte. La JG 26 a quant à elle deux pertes. Un Fw 190 s'écrase à l'atterrissage après le combat et un certain Peter Göring est abattu et tué dans un Bf 109. Selon les archives, Göring est abattu par un Bristol Blenheim. |
| —        | 20 février 1942   | 11:20–30 Off Calais—Gris Nez                                     | Un Fw 190 endommagé.                                                 | |
| 24       | 13 mars 1942      | 15:30 à l'est de Griz Nez-Saint Omer                             | Un Fw 190 détruit Un Fw 190 détruit (partagé)                        | L'escadrille Kenley revendique 5 Fw 190 détruits, mais selon les archives de la JG 26, le III./JG 26 n'a pas de perte d'avion ce jour. |
| —        | 14 mars 1942      | 17:17 25 miles au nord-ouest du Havre                            | Un Ju 88 détruit (partagé).                                          | |
| 25       | 26 mars 1942      | 16:00 au nord du Havre                                           | Un Fw 190 détruit                                                    | Aucun Fw 190 n'est rapporté comme perdu mais le I./JG 2 perd deux Bf 109F-4. |
| 26–27    | 28 mars 1942      | 17:35 au large de Gris Nez–Gravelines                            | Un Bf 109 détruit Un Fw 190 détruit Un Bf 109 détruit (partagé)      | L'escadrille Kenley revendique 7 victoires : un Fw 190 est perdu et le Leutnant Johannsen du III./JG 26 est tué. Deux Fw 190 sont endommagés et un pilote est blessé au combat contre des Spitfire de l'escadrille Hornchurch. |
| —        | 2 avril 1942      | 14:35 au large de Saint-Valery-en-Caux                           | Un Fw 190 endommagé.                                                 | |
| —        | 10 avril 1942     | 17:39 5 miles au sud-est de Mardyck                              | Un Fw 190 endommagé                                                  | Deux Fw 190 sont répertoriés comme perdus. Le 4./JG 26 perd le Leutnant Werner Michalski qui est tué (avion au Werknummer 067) et le 5./JG 26 perd le Feldwebel Paul Rieger (avion au Werknummer 037). Les deux sont perdus au combat contre des Spitfire. |
| —        | 16 avril 1942     | 07:45 au sud de Mardyck                                          |                                                                      | |
| —        | 26 avril 1942     | 10:37 à Mardyck–Gravelines                                       | Un Fw 190 détruit (partagé)                                          | Aucune perte de la JG 26 n'est répertoriée. |
| —        | 28 avril 1942     | 11:30 à Audruicq                                                 | Un Fw 190 endommagé.                                                 | |
| —        | 30 avril 1942     | 11:55 15 miles au nord-ouest du Havre                            | Un Fw 190 probablement détruit                                       | Le 602e revendique un avion détruit, trois probablement détruits et un endommagé. Le III./JG 26 perd un FW 190 et un autre est endommagé. |
| 28       | 17 mai 1942       | 11:40 à Guînes                                                   | Un Fw 190 détruit.                                                   | Le 602e revendique deux avions détruits au total. Deux Fw 190 de la JG 26 réalisent des atterrissages forcés avec des dommages liés à des combats. |
| —        | 8 juin 1942       | 13:50 à Saint Omer                                               | Un Fw 190 probablement détruit                                       | Le 602e revendique deux avions probablement détruits. Un Fw 190 de la JG 26 réalise un atterrissage forcé avec des dommages liés à des combats. |

## Promotions
Selon Paddy Finucane, Fighter Ace (1983) de Doug Stokes avec les dates de la London Gazette, le journal officiel du Royaume-Uni :
| Poste, grade ou rôle              | Date             | Commentaire                                                                                                 |
| --------------------------------- | ---------------- | --- |
| Acting pilot officer en probation | 29 octobre 1938  | À partir du 29 août 1938.                                                                                   |
| Pilot officer en probation        | 29 août 1939     | Confirmation du grade le 29 février 1940.                                                                   |
| Flying officer                    | 3 septembre 1940 | |
| Acting Flight lieutenant          | 14 avril 1941    | |
| Flight lieutenant                 | 3 septembre 1941 | Il s'agit d'un war substantive, c'est-à-dire un rang temporairement confirmé pendant la durée de la guerre. |
| Acting Squadron leader            | 26 janvier 1942  | |
| Acting Wing commander             | 21 juin 1942     | Plus jeune Wing commander de la RAF à l'âge de 21 ans.                                                      |

## Décorations

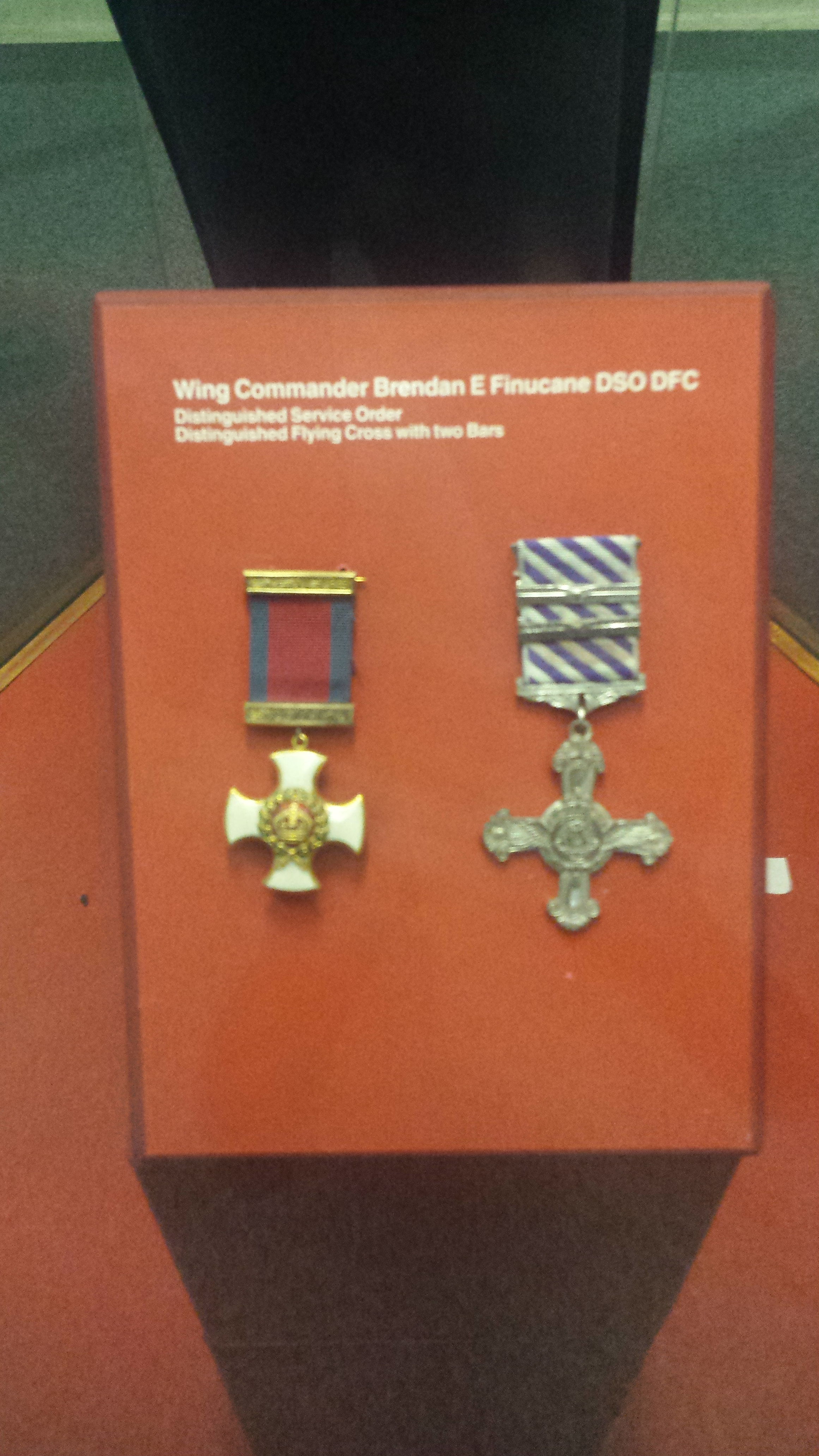
Médailles de Paddy Finucane exposées au Royal Air Force Museum London.

Selon la London Gazette, le journal officiel du Royaume-Uni :
- Distinguished Flying Cross (DFC) :
  - Le 13 mai 1941, Brendan Finucane reçoit la Distinguished Flying Cross (DFC) pour sa bravoure lors des opérations en vol contre l'ennemi : « Cet officier a fait preuve d'une grande ardeur dans ses efforts pour engager l'ennemi et a détruit au moins cinq de ses avions. Son courage et son enthousiasme ont été une source d'encouragement pour les autres pilotes de l'escadron »[125],[126],[Note 6].

- Distinguished Flying Cross (DFC), une barre :
  - Le 9 septembre 1941, Brendan Finucane se voit attribuer une barre à sa Distinguished Flying Cross pour sa bravoure lors des opérations aériennes contre l'ennemi : « Cet officier a dirigé sa fuite avec élan, détermination et courage face à l'ennemi. Depuis juillet 1941, il a détruit trois avions ennemis et aidé à la destruction de deux autres. Le Flight Lieutenant Finucane est en grande partie responsable du bon esprit de combat de l'unité »[125],[127],[Note 7].

- Distinguished Flying Cross (DFC), deux barres :
  - Le 26 septembre 1941, Brendan Finucane se voit attribuer une seconde barre à sa Distinguished Flying Cross pour sa bravoure lors des opérations aériennes contre l'ennemi : « Cet officier s'est battu avec un succès marqué lors des récentes opérations sur le nord de la France et a détruit six autres avions ennemis. Parmi ceux-ci, trois ont été détruits en une journée et deux en une seule sortie à une autre occasion. Sa capacité et son courage se sont reflétés dans le haut niveau de moral et d'esprit de combat de son unité. Le Flight Lieutenant Finucane a personnellement détruit quinze aéronefs hostiles »[128],[129],[Note 8].

- Distinguished Service Order (DSO) :
  - Le 21 octobre 1941 , Brendan Finucane reçoit un Ordre du Service distingué pour sa bravoure déployée lors d'une opération de vol contre l'ennemi : « Récemment, au cours de deux sorties consécutives, le Flight Lieutenant Finucane a détruit cinq Messerschmitt 109, portant ainsi le total de ses victoires à au moins 20. Il a volé avec cet escadron depuis juin 1941, au cours duquel il a détruit 42 avions ennemis, dont le Flight Lieutenant Finucane détruit personnellement 15. Les succès obtenus sont sans aucun doute dus au brillant leadership et à l'exemple de cet officier »[128],[130],[Note 9].

## Pour approfondir

### Documentaire
- (en) Spitfire Paddy: The Ace with the Shamrock (2017), réalisé par Gerry Johnston.